# Animal
Animalia
Pour les articles homonymes, voir Animal (homonymie).
« Animaux » et « Animalia » redirigent ici. Pour les autres significations, voir Animaux (homonymie) et Animalia (homonymie).
« Règne animal » redirige ici. Pour les autres significations, voir Règne animal (roman), Règne animal (Cuvier) et Le Règne animal.
Règne
Taxons de rang inférieur
- Eumetazoa
- Radiata

Synonymes
Metazoa Haeckel, 1874

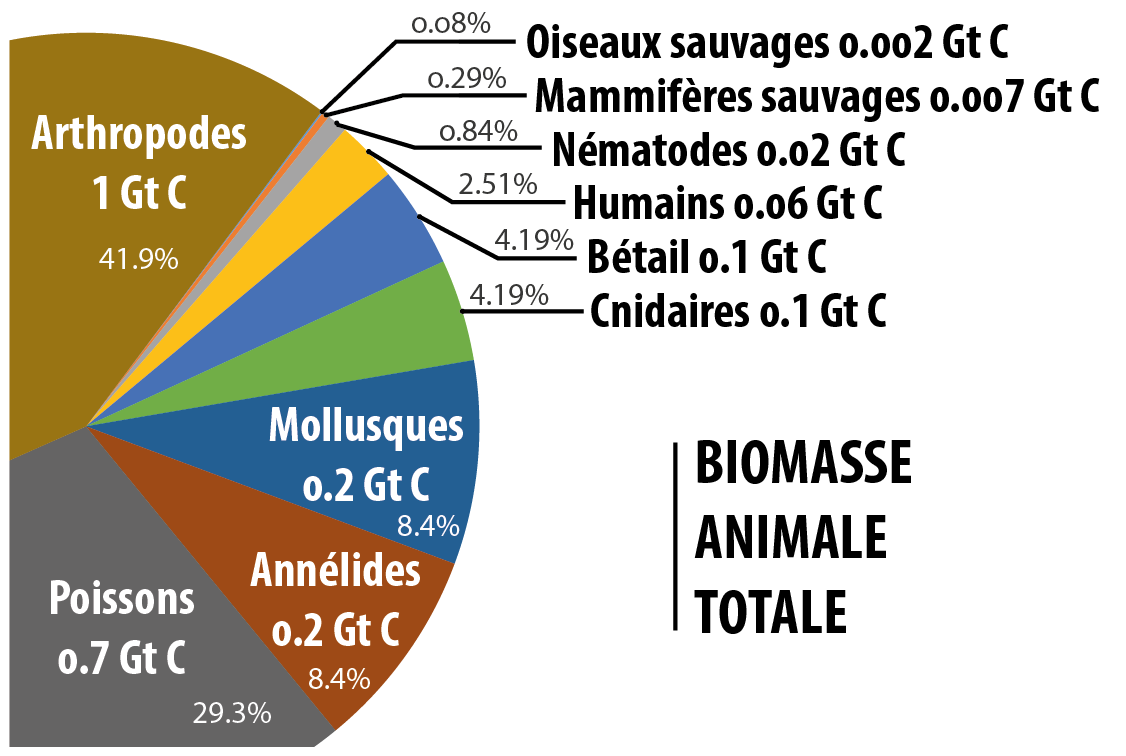
Biomasse animale totale (en gigatonne de carbone).

Les Animaux (Animalia) (du latin animalis « animé, vivant, animal ») sont en biologie, selon la classification classique, des êtres vivants hétérotrophes (c’est-à-dire qui se nourrissent de substances organiques) et possédant du collagène dans leurs matrices extracellulaires. On réserve aujourd'hui le terme « animal » à des êtres complexes et multicellulaires, bien qu’on ait longtemps considéré les protozoaires comme des animaux unicellulaires. Comme les autres êtres vivants, tout animal a des semblables avec qui il forme un groupe homogène, appelé espèce.
Dans les classifications scientifiques modernes, le taxon des animaux se nomme Animalia (création originale de Linné en 1758), eu égard au Code international de nomenclature zoologique (CINZ) ou encore Metazoa (synonyme junior créé par Ernst Haeckel en 1874). Quel que soit le terme employé ou quelle que soit la classification retenue (évolutionniste ou cladiste), les animaux sont consensuellement décrits comme des organismes eucaryotes pluricellulaires, généralement mobiles et hétérotrophes.
Dans le langage courant, les termes « animal » ou « bête » sont souvent utilisés pour distinguer le reste du monde animal de l'espèce humaine. Enfin, il peut être utilisé en opposition à « végétal », terme qui regroupe les plantes et les algues, voire dans le langage courant les champignons.
La science consacrée à l'étude du règne animal est la zoologie.

## Histoire
Le registre fossile des animaux est dominé par l'explosion cambrienne (−541 à −530 Ma), qui a marqué un développement et une diversification extrêmes, avec l'apparition de tous les grands plans d'organisation actuels.
Les animaux complexes sont cependant apparus au moins des dizaines de millions d'années auparavant, sans doute pendant l'Édiacarien (−635 à −541 Ma). Les fossiles les plus anciens ont été trouvés à Terre-Neuve et datent d'environ 571 Ma, mais le biote édiacarien est resté peu diversifié jusque vers −560 Ma. Les premières traces admises de l'existence d'animaux sont plus anciennes encore (−650 Ma dans le supergroupe de Huqf en Oman, −635 Ma dans la formation de Lantian en Chine méridionale), mais reposent sur des biomarqueurs comme le stérane ou sur des empreintes mal identifiables, et sont contestées. Une étude de 2021 rapporte la découverte de fossiles d'éponges vieux de 890 Ma.

## Zoologie

### Physiologie commune

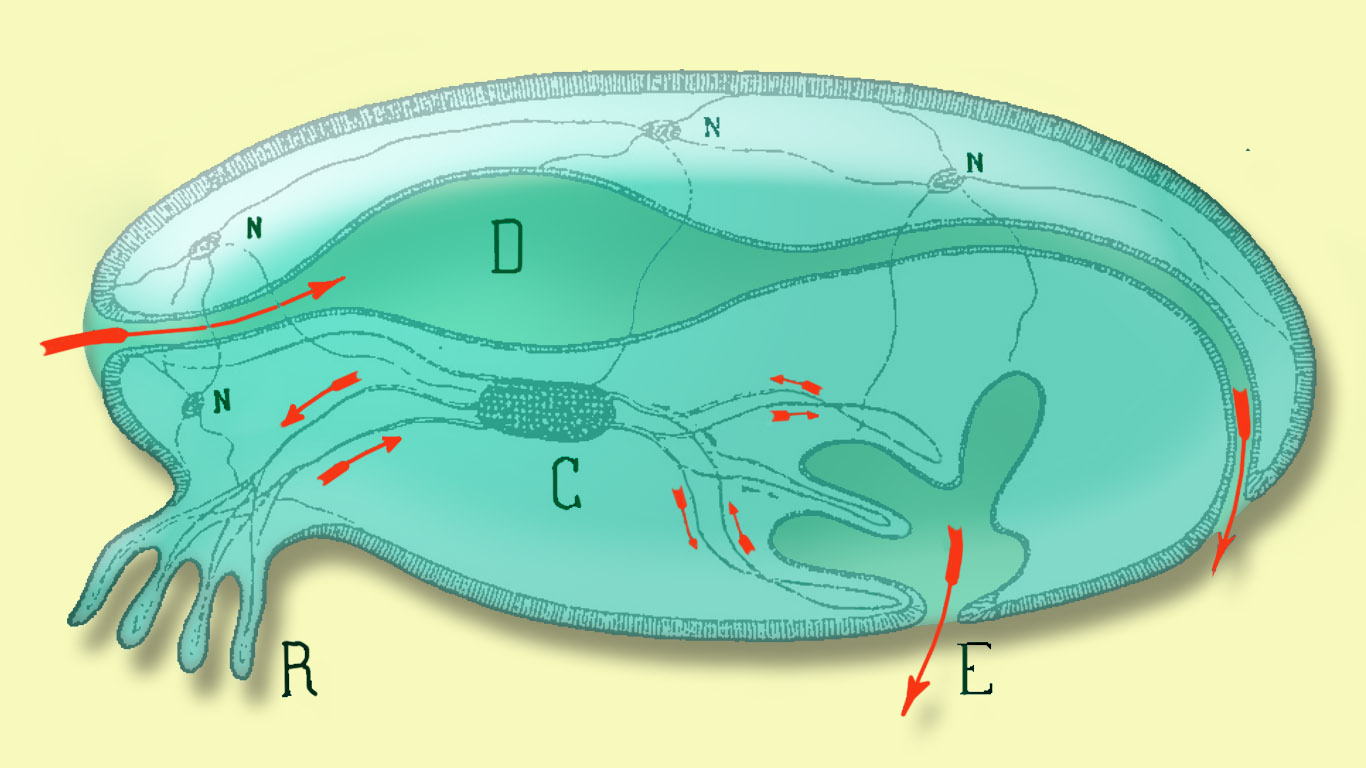
L' « Animal théorique » du zoologiste Paul Bert (1833-1886), proposé au XIXe siècle comme modèle fictif et pédagogique présentant les systèmes associés qui caractérisent selon lui l'organisme animal :
D : appareil digestif,
R : appareil respiratoire,
E : appareil excréteur,
C : appareil circulatoire,
N : appareil nerveux.
Les flèches désignent les flux de nutriments, d'oxygène, d'excréments et/ou d'excretas.

Tous les animaux ont besoin d'eau, de dioxygène (comme comburant) et de matières organiques provenant d'autres organismes (nourriture). On dit qu'ils sont chimio-organotrophes. Cette nourriture répond à trois objectifs : fournir les substances servant à créer d'autres cellules, produire des substances utiles à créer des molécules et structures de l'organisme (os, poils, larmes, odeurs, etc.) et surtout fournir de l'énergie.
Comme pour tous les organismes vivants, l'eau est l'élément dont les animaux ont le plus de mal à se passer. En plus du fait que les cellules sont essentiellement constituées d'eau, l'eau est nécessaire à la plupart des réactions biochimiques où elle sert de solvant. Elle sert en outre à l'évacuation des déchets azotés produits par le métabolisme des protéines qui doivent être éliminées. Les animaux sont, comme les autres espèces même non aquatiques, également confrontés aux problèmes liés à l'osmorégulation. Le besoin en eau implique d'avoir un système de régulation osmotique.
Les animaux ont besoin de se procurer leur nourriture en la recueillant ou en l'attrapant (éventuellement, en se déplaçant) et, grâce à un système digestif, de dissocier les organismes en substances qui leur sont nécessaires puis de les assimiler. L'acquisition de dioxygène sert à oxyder les hydrates de carbone pour produire de l'énergie chimique, elle est donc aussi une priorité pour la plupart des animaux. La plupart des espèces disposent d'un système respiratoire pour absorber ce dioxygène. Le dioxygène, l'eau et les diverses substances sont amenés vers les cellules, et les sous-produits inutiles sont évacués (excrétion) grâce à divers systèmes circulatoires. Les problèmes posés par les différents milieux supposent des adaptations spécifiques. Ainsi, l'acquisition de dioxygène pour un organisme terrestre est moins difficile que l'acquisition de l'eau. L'inverse est vrai dans un milieu aquatique. Pour acquérir ces substances essentielles à la vie, la plupart des animaux utilisent des organes de perception. Ils utilisent également leurs sens pour fuir leurs prédateurs. Pour assimiler les substances nécessaires, qu'il puise dans d'autres organismes vivants, l'animal a le plus souvent besoin d'un système digestif et donc d'un système d'excrétion.
Les fonctions de reproduction sont également importantes chez les animaux qui sont principalement sexués, mais certaines espèces comme l'hydre peuvent aussi se reproduire d'une manière asexuée (par gemmiparité dans ce cas). L'appareil de reproduction est vital à l'espèce, sans quoi elle disparaîtrait après un certain temps.
Les animaux possèdent également des systèmes très divers de locomotion et de perception. Ils possèdent en outre divers systèmes de circulation de fluide à l'intérieur du corps et de coordination des différentes cellules.
Le vieillissement ne semble pas faire partie des caractéristiques fondamentales, car certaines espèces d'éponges ne vieillissent pas.

### Classification selon l'organisation interne
L'organisation interne des animaux peut être très variable, depuis les colonies de cellules relativement amorphes que forment les éponges aux organisations complexes des insectes ou des vertébrés. Scientifiquement, les animaux sont des organismes eucaryotes multicellulaires (exception faite des Myxozoa) ce qui les différencie des Bacteria et des Protista et dépourvus de chloroplastes (hétérotrophes), ce qui les distingue des plantes et algues. Ils se distinguent également des Mycota. Ils sont les seuls organismes vivants qui passent dans une étape de leur développement par un blastocyste[réf. nécessaire]. Ils sont aptes au mouvement, parfois seulement sous forme larvaire (cas des éponges et de nombreux invertébrés benthiques fixés au substrat). Ils forment le règne Animalia, subdivision du domaine Eukaryota.
Les animaux (ou métazoaires) sont l'un des types d'eucaryotes à s'être développés sur un mode multicellulaire, comme les plantes, certains champignons, et les algues brunes par opposition aux unicellulaires qui regroupent les levures, d'autres algues et champignons, des protozoaires, ainsi que les êtres vivants regroupés au sein des Prokaryota, composés des Eubacteria et Archaea.
On distingue, selon leur complexité d'organisation interne, trois groupes ou niveaux.
- Les animaux à organisation cellulaire, c'est-à-dire que ces organismes sont constitués d'un agrégat de cellules différenciées et spécialisées comme les cellules somatiques et celles responsables de la reproduction. Si c'est le niveau typique de certains protozoaires coloniaux, certains scientifiques classent les éponges dans ce groupe[réf. nécessaire].
- Les organismes à organisation cellules-tissus ou diploblastiques, c'est-à-dire qu'ils sont formés à partir de feuillets cellulaires à fonction définie. Il peut y avoir entre ces feuillets une matrice qui ne constitue pas un véritable tissu cellulaire et qui ne contient aucun organe différencié. Certains classent les éponges dans ce groupe mais les méduses en sont un meilleur exemple.
- Et enfin, on distingue les organismes à organes-systèmes qui représentent la majeure partie des embranchements. Ils disposent d'un ou plusieurs systèmes circulatoires pour plusieurs fluides vitaux, un système respiratoire dédié, un système digestif, un réseau nerveux permettant la perception, etc. Les annélides en sont un des exemples les plus simples.

### Formes élémentaires

#### Éponge (colonie cellulaire)

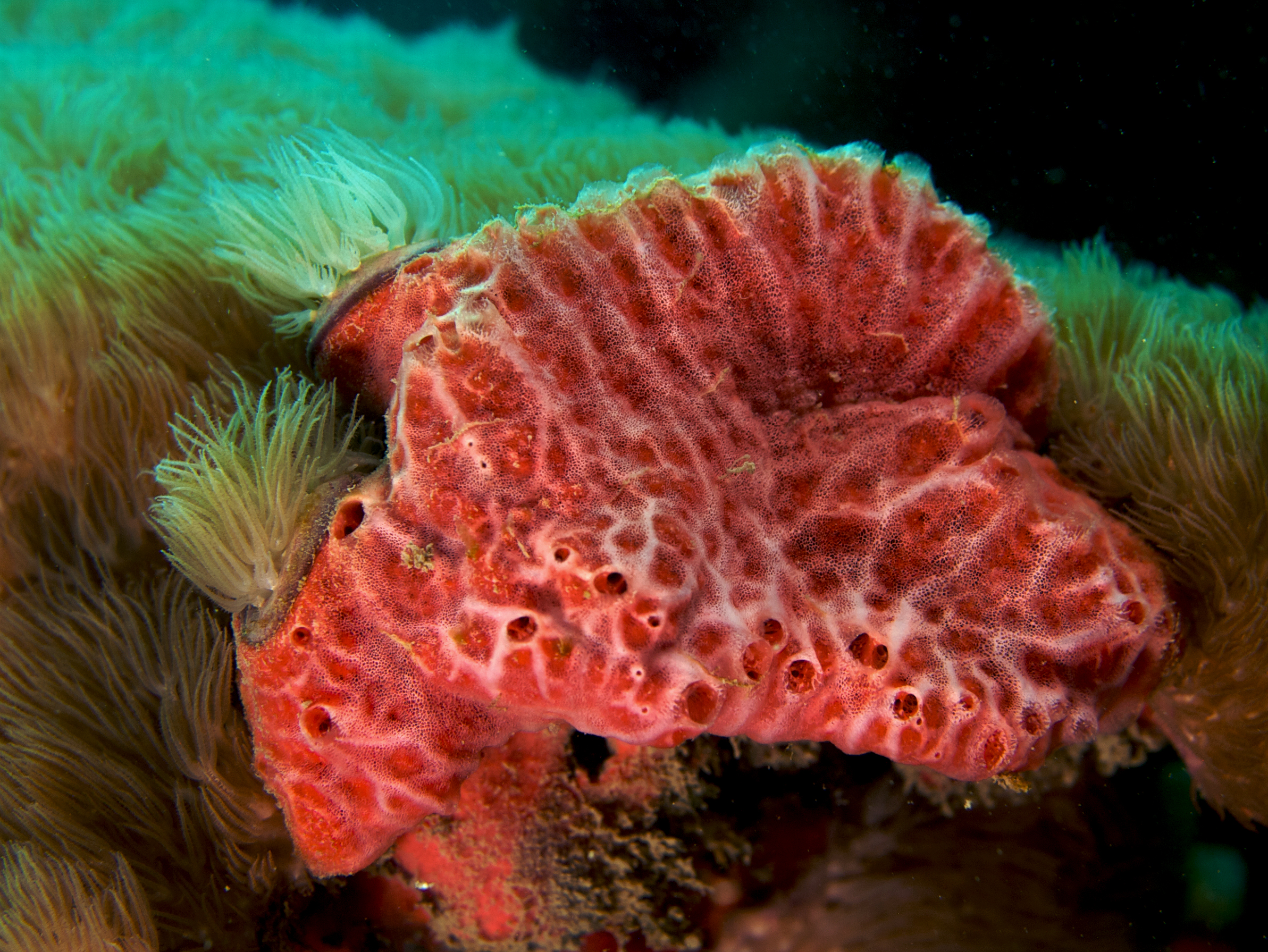
Une éponge de mer (Monanchora unguifera).

Les cellules animales sont hétérotrophes, c'est-à-dire qu'elles doivent manger pour survivre, contrairement aux plantes. Le mode de nutrition est souvent une caractéristique contraignante pour les animaux. La stratégie des éponges consiste à filtrer l'eau qui les traverse, pour y capturer des proies et particules.
Les éponges (Porifera) ont une organisation souvent décrite comme simple : ce sont des colonies de cellules pratiquement indifférenciées, sans structures internes bien identifiables. Ce sont des animaux sans système nerveux ni tube digestif. Leur corps n’est formé que par deux couches de cellules (ectoderme et endoderme).

#### Polype: hydres, corail et méduse

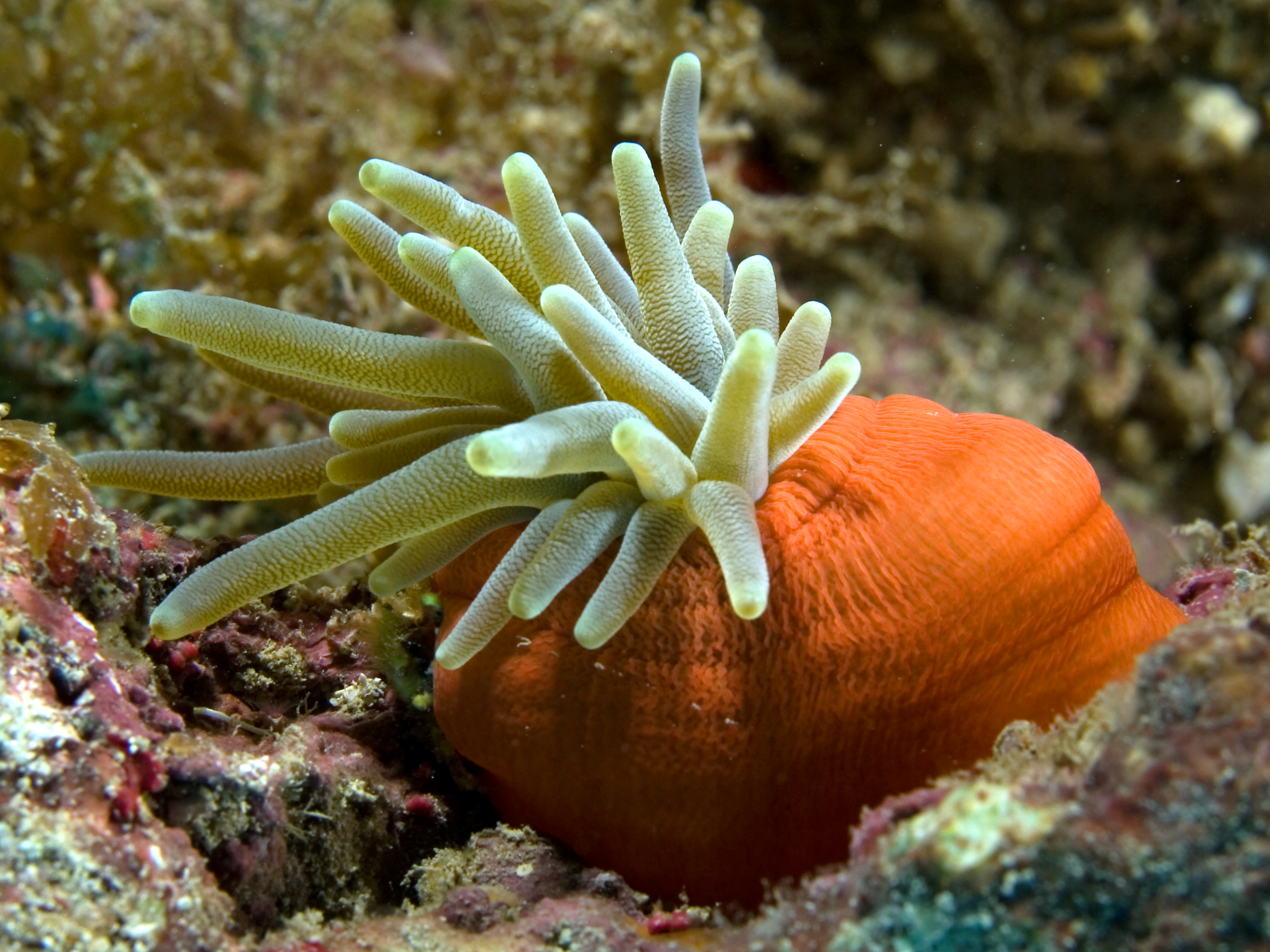
Une anémone de mer (Condylactis gigantea).

Les polypes quant à eux poussent la nourriture vers un ventre (cavité gastrique) où elle pourra être digérée sans pouvoir s'échapper.
Cette autre stratégie permet de se nourrir de proies plus grosses (que les éponges ne peuvent pas filtrer). Par rapport aux éponges, ce plan d'organisation suppose deux choses : les cellules se spécialisent (avec l'acquisition de cellules nerveuses et musculaires permettant des mouvements coordonnés) et l'organisme gagne la capacité à prendre une forme définie (morphogénèse), pour que des tentacules efficaces puissent pousser leur proie vers la cavité gastrique.

#### Ver (mobilité et tube digestif)

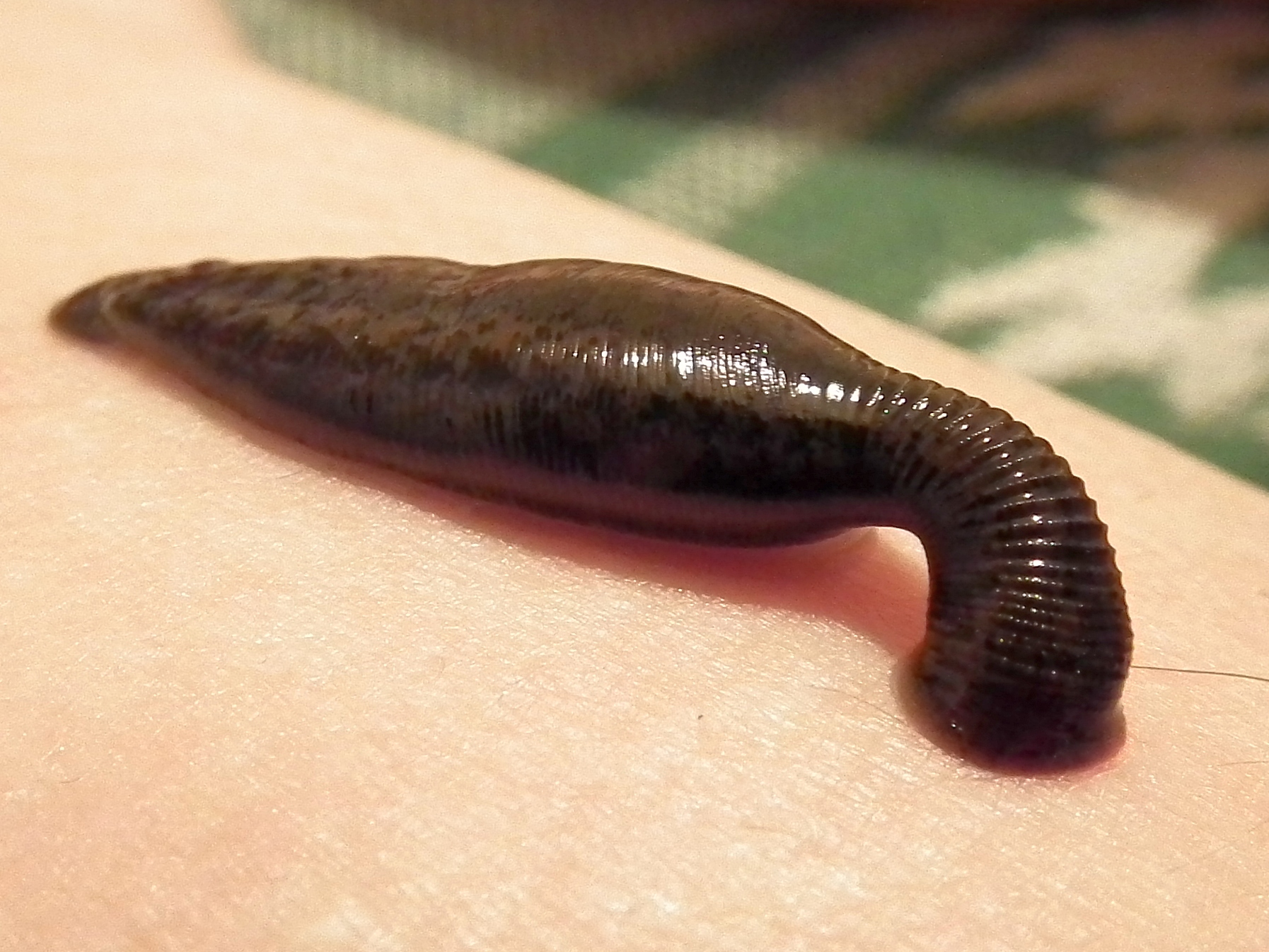
Une sangsue médicinale (Hirudo medicinalis).

L'organisation de type ver est un autre type de plan d'organisation. La stratégie de base des organismes de type « ver » (vermiforme) est de se déplacer pour aller chercher la nourriture, au lieu d'attendre qu'elle passe à portée. Cette stratégie permet notamment d'exploiter des déchets organiques, qui peuvent être à haute valeur nutritive, mais ne se déplacent pas.
Passé le cap des éponges et des polypes, tous les organismes complexes sont des bilatériens, qui dérivent d'un schéma fondamental : le tube. Le développement est organisé autour d'un axe tête / queue d'une part, et dos / ventre d'autre part. Ces deux axes conduisent à un plan d'ensemble où les côtés droit et gauche tendent à être symétriques, d'où leur nom de bilatérien.
D'un point de vue fondamental, les vers diffèrent des cnidaires car leurs cellules nerveuses s'organisent en un système nerveux cohérent, qui chez certains organismes pourra donner un cerveau à l'avant de l'animal. Un tissu intermédiaire important est aussi présent chez les vers qui se trouve entre les tissus extérieurs qui forment la peau (ectoderme) et les tissus intérieurs du système digestif (endoderme) : le mésoderme qui peut former des organes internes complexes. On parle d'animaux triploblastiques.
Un second caractère considéré important chez les vers (absent par exemple chez les vers plats) est la présence d'un canal alimentaire : à une extrémité, une bouche absorbe la nourriture, à l'autre, un anus excrète les déchets.
L'invention du tube digestif à partir de la cavité gastrique ancestrale semble avoir été faite deux fois. Chez les protostomiens, les deux orifices du canal alimentaire sont formés à partir du blastopore, dont les lèvres se rapprochent pour former un canal par soudure longitudinale. Chez les deutérostomiens, l'orifice du blastopore devient l'anus, le canal alimentaire étant formé par un percement ultérieur qui évoluera vers la bouche.
On trouvera chez les vers une autre caractéristique évolutive importante de certains animaux : la segmentation (métamérie) qui semble être apparue dans plusieurs branches différentes.

#### Explosion radiative des vermiformes

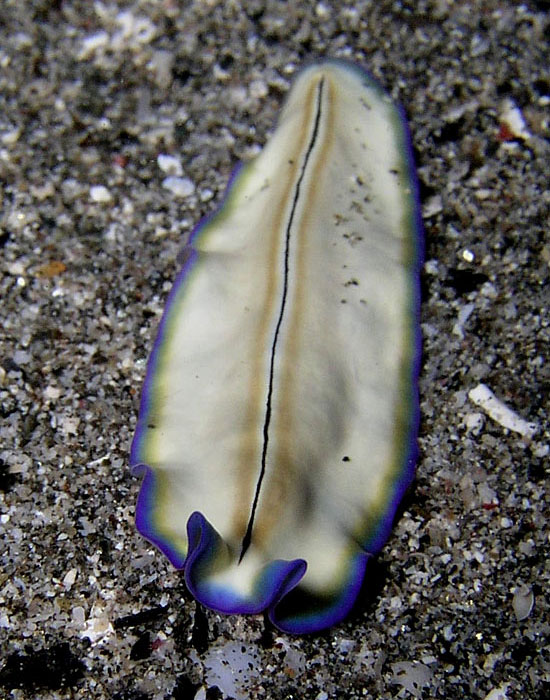
Un ver plat (Pseudoceros monostichos).

L'apparition du tube digestif (avec deux orifices, une bouche et un anus) et de la capacité de se déplacer (en rampant) a été une innovation clé fondamentale chez les bilatériens : les organismes vermiformes sont assez polyvalents, et peuvent servir de base à des modes de vie très variés. C'est ce qu'on appelle une explosion radiative : à partir d'un schéma de base commun, les formes prennent des voies divergentes, se diversifiant à partir d'une forme commune.
Les principaux groupes qui relèvent du niveau d'organisation vermiforme sont :
- les vers plats, notamment les planaires, d'organisation particulièrement simple ;
- les vers ronds, ou nématodes, des vers non segmentés ;
- les vers segmentés sont des représentants de la forme d'organisation segmentée (annélides).

On retrouve également cette forme chez de nombreux arthropodes (notamment les asticots), des échinodermes (concombres de mer), et même des mollusques (solenogastres).
Tous les bilatériens ne gardent pas une morphologie vermiforme. Des organismes comme les tuniciers ressemblent plus à des formes d'éponges ou de coraux qu'à des vers (ce sont des organismes fixés et filtreurs), ce qui est généralement le cas des formes retournant à un mode de vie végétatif.
Enfin, cette forme d'organisation se complexifie suivant de multiples voies, dont les parties dures pourront laisser des fossiles, par exemple :
- les Mollusques, qui acquièrent une structure rigide avec une coquille ;
- les Arthropodes, qui s'organisent à l'intérieur d'un exosquelette ;
- les Vertébrés, qui s'organisent au contraire autour d'un squelette interne.

### Différentes formes

#### Mollusques

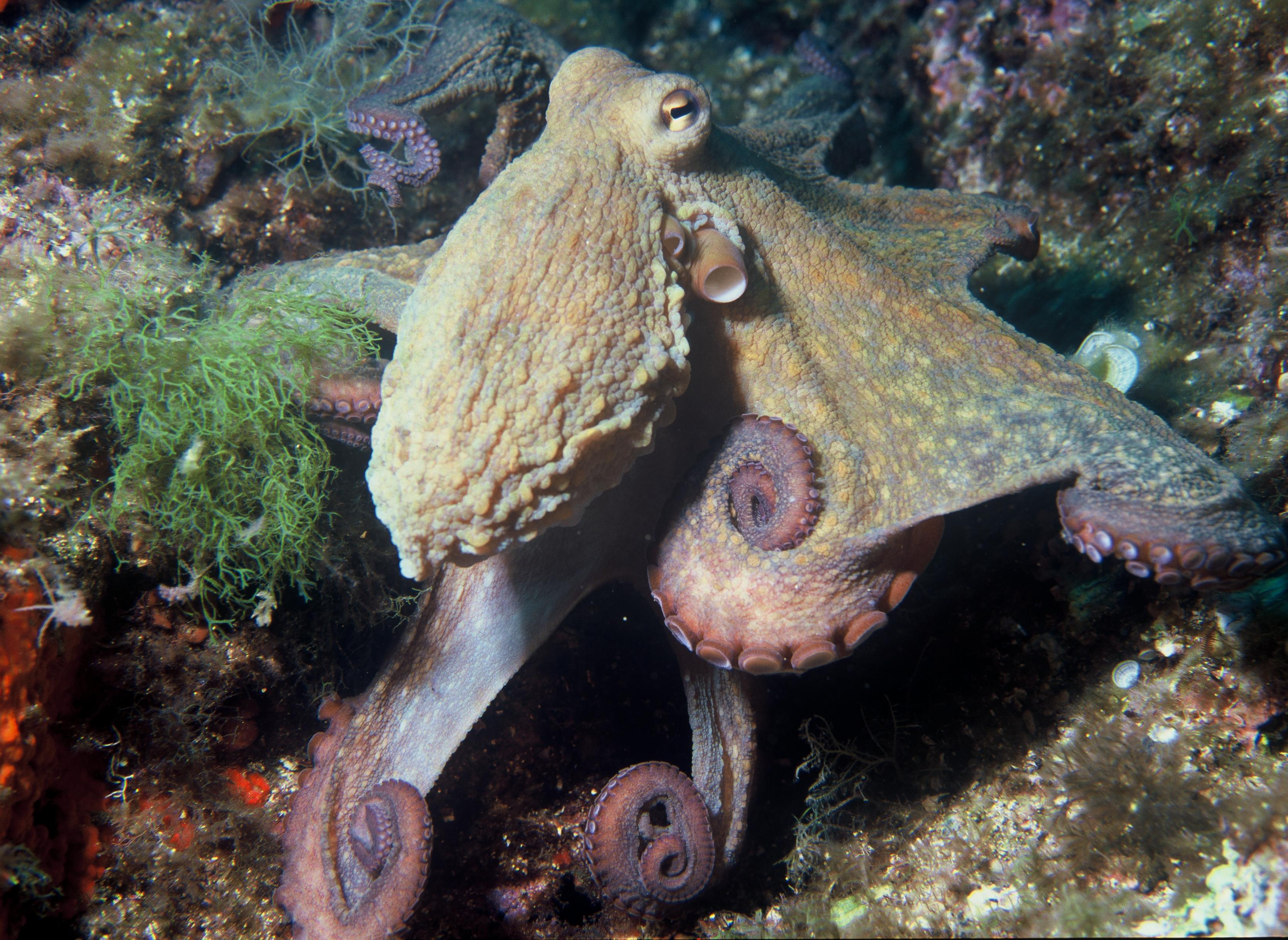
Un poulpe commun.

Les mollusques évoluent à partir d'une organisation de type ver. Une innovation évolutive importante des mollusques est la coquille, permettant de se protéger des prédateurs : l'acquisition de plaques calcaires protégeant le dos. Les premiers mollusques devaient donc avoir certains points communs avec les polyplacophores (une sorte de bigorneau qui peut se rouler en boule comme un cloporte).
Les mollusques comprennent les classes importantes suivantes :
- les polyplacophores ;
- les gastéropodes (escargots, limaces, nudibranches, etc.) ;
- les bivalves (moules, huîtres, etc.) ;
- les céphalopodes (poulpes, calmars, seiches, etc.).

#### Arthropodes

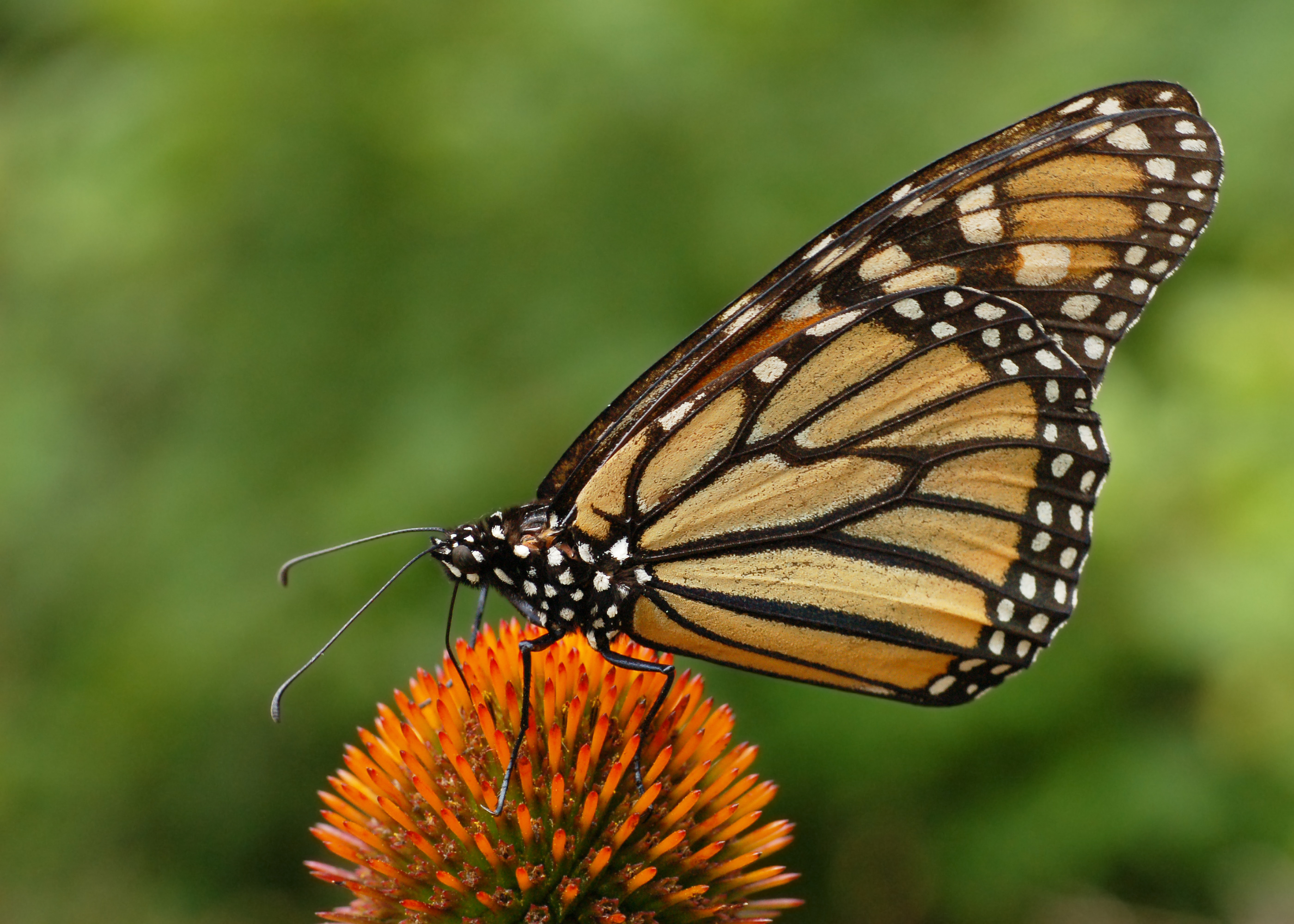
Un monarque (Danaus plexippus).

Sur la formule générale des vers, les arthropodes ont superposé plusieurs innovations évolutives remarquables :
- la segmentation, partagée avec de nombreux autres organismes, qui consiste à allonger le corps en répétant des segments de même anatomie ;
- la formation de pattes locomotrices. Des tentacules jouant le rôle de pattes sont présents chez certains vers ;
- la transformation de l'épiderme en un squelette rigide, l'exosquelette.

Cette organisation correspond à la forme générale des mille-pattes. Elle a été immédiatement à l'origine d'une nouvelle explosion radiative, entraînant la modification de certaines paires de pattes en mâchoires, antennes, pattes spécialisées, sur certaines parties du corps, ou perdant leurs pattes sur d'autres parties du corps.
L'embranchement des arthropodes est de très loin celui qui possède le plus d'espèces et le plus d'individus de tout le règne animal. On compte plus d'un million et demi d'espèces actuelles d'arthropodes. Le nombre de pattes, la manière dont le corps est organisé en différentes parties et la forme de ces pattes semblent avoir beaucoup participé à la diversification foisonnante des arthropodes.

#### Poissons

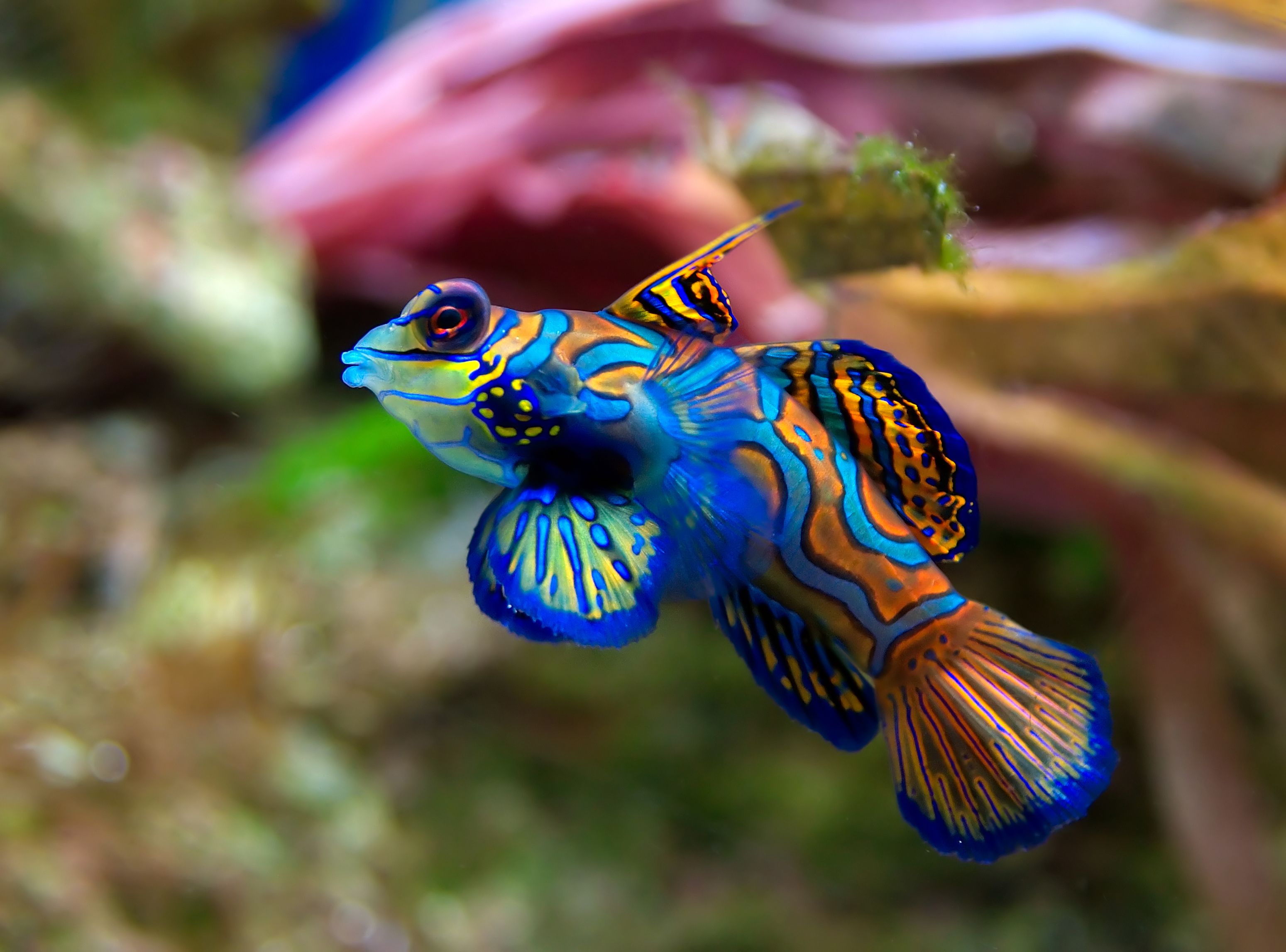
Un poisson mandarin, un exemple de poisson osseux.

La fonctionnalité essentielle qui a initialement structuré ce groupe a été la capacité de nager dans l'eau.
Mais cette capacité a conduit à une première explosion radiative des vertébrés : les poissons ont vite envahi l'espace en trois dimensions formé par l'eau des océans, et se sont diversifiés en un grand nombre d'espèces à l'écologie et à la morphologie différentes, en passant par l'hippocampe, le poisson lune et le requin baleine.
Plusieurs innovations marqueront l'histoire évolutive des poissons : l'apparition progressive de la tête et de la mâchoire, et enfin, la conquête de l'environnement aérien avec l'apparition de pattes, continuant leur explosion radiative en donnant les sauriens.

#### Tétrapodes

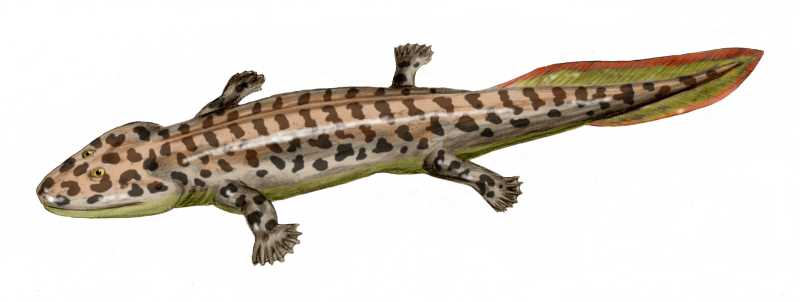
Reconstitution d'un tétrapodomorphe aquatique, Acanthostega.

Les tétrapodes, animaux à quatre membres, ont eu une explosion radiative après avoir conquis la capacité à se déplacer sur la terre ferme. Cependant, certains groupes d'espèces comme les cétacés ou les serpents ne gardent, à la suite de leur évolution, que des vestiges de membres.
Les tétrapodes regroupent des animaux de tailles très différentes, des micromammifères à la baleine bleue qui est le plus gros animal connu de tous les temps, mais ils ne représentent qu'une infime partie à la fois des espèces vivantes (au plus 2 %) et de la biomasse. Malgré cela, ils sont parmi les espèces les mieux connues de l'homme, qui en fait lui-même partie. Bien que l'homme ait, depuis Aristote au moins, essayé de regrouper les différentes espèces suivant des groupes homogènes, il n'est parvenu à comprendre la phylogénie de ce groupe qu'à la fin du XIXe siècle. On considère aujourd'hui que ce groupe est composé des amphibiens, des Sauropsida (dont les reptiles et les oiseaux) et des mammifères.
- Amphibiens : Ces tétrapodes se caractérisent par la peau nue. Nombre d'entre eux mènent à l'état adulte une vie alternant phase aquatique et phase terrestre.
- Reptiles : Ces tétrapodes se caractérisent par la présence d'écailles soudées.
- Oiseaux : Ces tétrapodes se caractérisent par la présence de plumes.
- Mammifères : L'explosion radiative des mammifères, la plus récente, a été consécutive à la disparition des dinosaures.

Les mammifères sont généralement identifiables par leur peau, qui est au moins partiellement couverte de poils. Le fait que les femelles allaitent leurs petits est la caractéristique majeure de ce groupe.

## Classification

des animaux, montrant en bleu (comme pour les champignons) les principaux taxons. La largeur des branches représente la richesse spécifique de ces taxons.

### Nombre d'espèces
Environ 1 250 000 espèces animales sont connues et répertoriées sur Terre. Certains scientifiques estiment qu'il y a dix millions d'espèces vivant actuellement sur Terre et qu'il y a eu cent millions d'espèces qui ont existé en comptant toutes les espèces qui ont vécu sur Terre depuis l'apparition du vivant.
Une étude publiée en 2011, indique que parmi les 8 750 000 espèces (±1 300 000) d'eucaryotes estimées, la Terre recenserait 7 770 000 espèces animales (±958 000), dont 2 150 000 (±145 000) espèces vivant dans les océans. Parmi ces espèces, seules 953 000 sont répertoriées dont 171 000 espèces océaniques.

### Classification générale
Il existe des grandes caractéristiques générales qui permettent de classer les espèces vivantes en embranchements. D'après la théorie de l'évolution, les embranchements d'animaux actuels sont les groupes survivants de près d'une centaine existants au Cambrien, ceux-ci ne sont connus que par leurs fossiles.
| Embranchement   | Nombre d'espèces connues | Exemples                                                          |
| --------------- | ------------------------ | ----------------------------------------------------------------- |
| Arthropoda      | 1 200 000                | Insectes, arachnides, crustacés, myriapodes                       |
| Mollusca        | 100 000 à 110 000        | Escargots, moules, pieuvres                                       |
| Nematoda        | 90 000 à 120 000         | Ascaris                                                           |
| Chordata        | 47 200 à 65 000          | Mammifères, oiseaux, poissons, reptiles                           |
| Platyhelminthes | 15 000 à 20 000          | Ver solitaire                                                     |
| Annelida        | 15 000,                  | Lombric, sangsues                                                 |
| Cnidaria        | 9 000 à 10 000           | Méduses et Polypes                                                |
| Echinodermata   | 6 000,                   | Oursins, étoiles de mer                                           |
| Porifera        | 4 300                    | Éponges                                                           |
| Autres (27)     | environ 100 000          | Vers marins, constituants du zooplancton, producteurs de calcaire |

Graphique de la biodiversité animale.

- Les arthropodes constituent vraisemblablement l'embranchement le plus abondant dans l'histoire de la Terre et le plus diversifié. On estime que près de 80 % des espèces animales seraient des insectes.
- Plus de la moitié des chordés/chordata sont représentés par des poissons.

### Taxinomie scientifique
Dans les classifications scientifiques modernes, le taxon des animaux se nomme Animalia, (création originale de Linné en 1758, eu égard au Code international de nomenclature zoologique (ICZN) ou encore Metazoa (synonyme junior créé par Haeckel en 1874).
Plusieurs bases de données en ligne existent qui tentent de recenser l'ensemble des taxons actuellement reconnus. Chacune se fonde sur des choix étayés par des études publiées, ce qui ne les empêche pas forcément de se contredire, en particulier pour les taxons fossiles, pour lesquels la vérification génétique n'est pas possible.
Cette classification taxinomique est un outil pratique pour les biologistes, mais elle range artificiellement côte à côte des groupes dont le statut et l'âge n'est cependant pas le même : elle doit donc être complétée par une classification phylogénétique, sous forme d'arborescence, qui détaille le moment de divergence des différents groupes à partir d'un unique ancêtre commun.
| Selon World Register of Marine Species (7 mars 2016) : - embranchement Acanthocephala - embranchement Annelida - embranchement Arthropoda - embranchement Brachiopoda - embranchement Bryozoa - embranchement Cephalorhyncha - embranchement Chaetognatha - embranchement Chordata - embranchement Cnidaria - embranchement Ctenophora - embranchement Cycliophora - embranchement Dicyemida / Rhombozoa - embranchement Echinodermata - embranchement Entoprocta - embranchement Gastrotricha - embranchement Gnathostomulida - embranchement Hemichordata - embranchement Mollusca - embranchement Nematoda - embranchement Nemertea - embranchement Orthonectida - embranchement Phoronida - embranchement Placozoa - embranchement Platyhelminthes - embranchement Porifera - embranchement Rotifera - embranchement Sipuncula - embranchement Tardigrada - embranchement Xenacoelomorpha | Selon Catalogue of Life (7 mars 2016) : - embranchement Acanthocephala - embranchement Annelida - embranchement Arthropoda - embranchement Brachiopoda - embranchement Bryozoa - embranchement Cephalorhyncha - embranchement Chaetognatha - embranchement Chordata - embranchement Cnidaria - embranchement Ctenophora - embranchement Cycliophora - embranchement Dicyemida / Rhombozoa - embranchement Echinodermata - embranchement Echiura - embranchement Entoprocta - embranchement Gastrotricha - embranchement Gnathostomulida - embranchement Hemichordata - embranchement Loricifera - embranchement Micrognathozoa - embranchement Mollusca - embranchement Myxozoa - embranchement Nematoda - embranchement Nematomorpha - embranchement Nemertea - embranchement Onychophora - embranchement Orthonectida - embranchement Phoronida - embranchement Placozoa - embranchement Platyhelminthes - embranchement Porifera - embranchement Rotifera - embranchement Sipuncula - embranchement Tardigrada - embranchement Xenacoelomorpha |

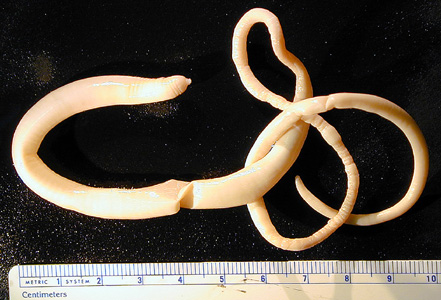
Macracanthorhynchus hirudinaceus, un Acanthocephala.
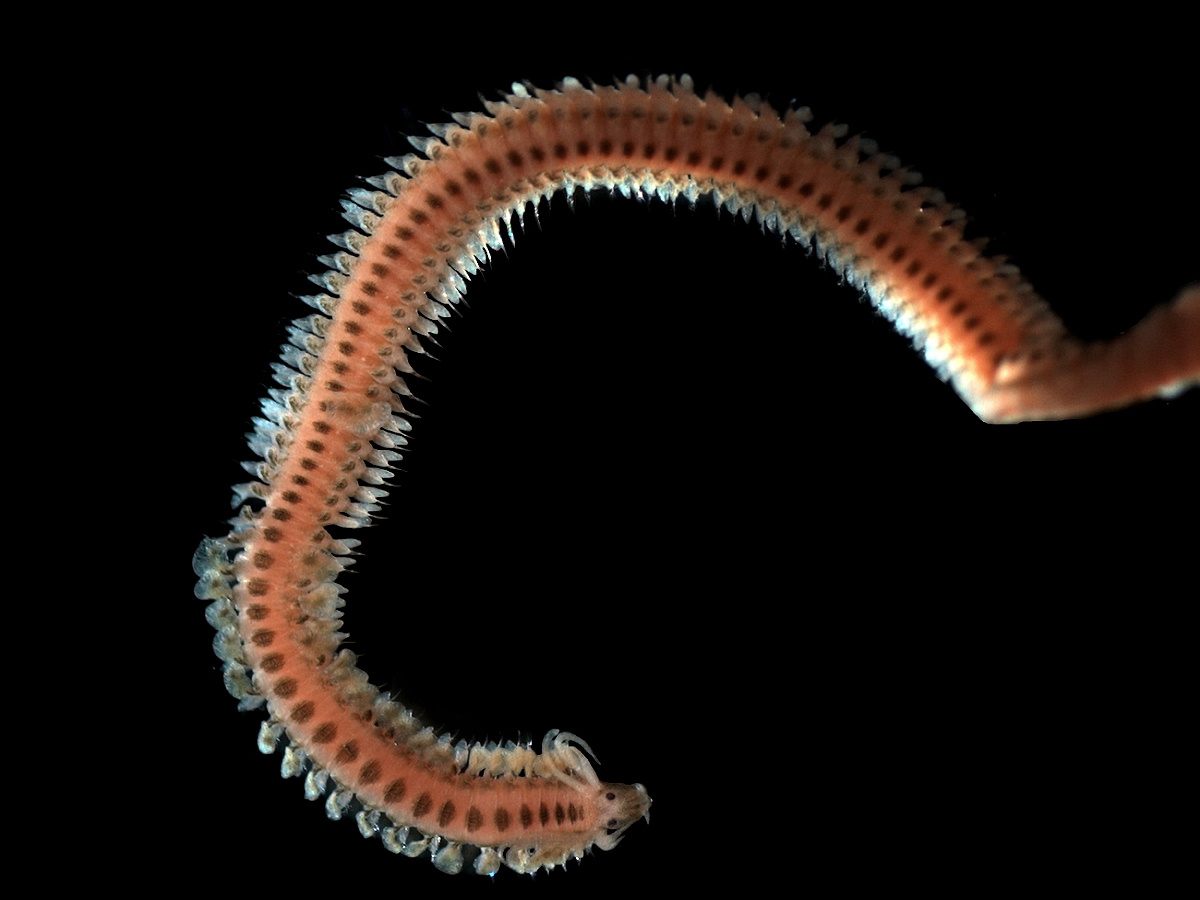
Phyllodoce mucosa, un ver Annelida.
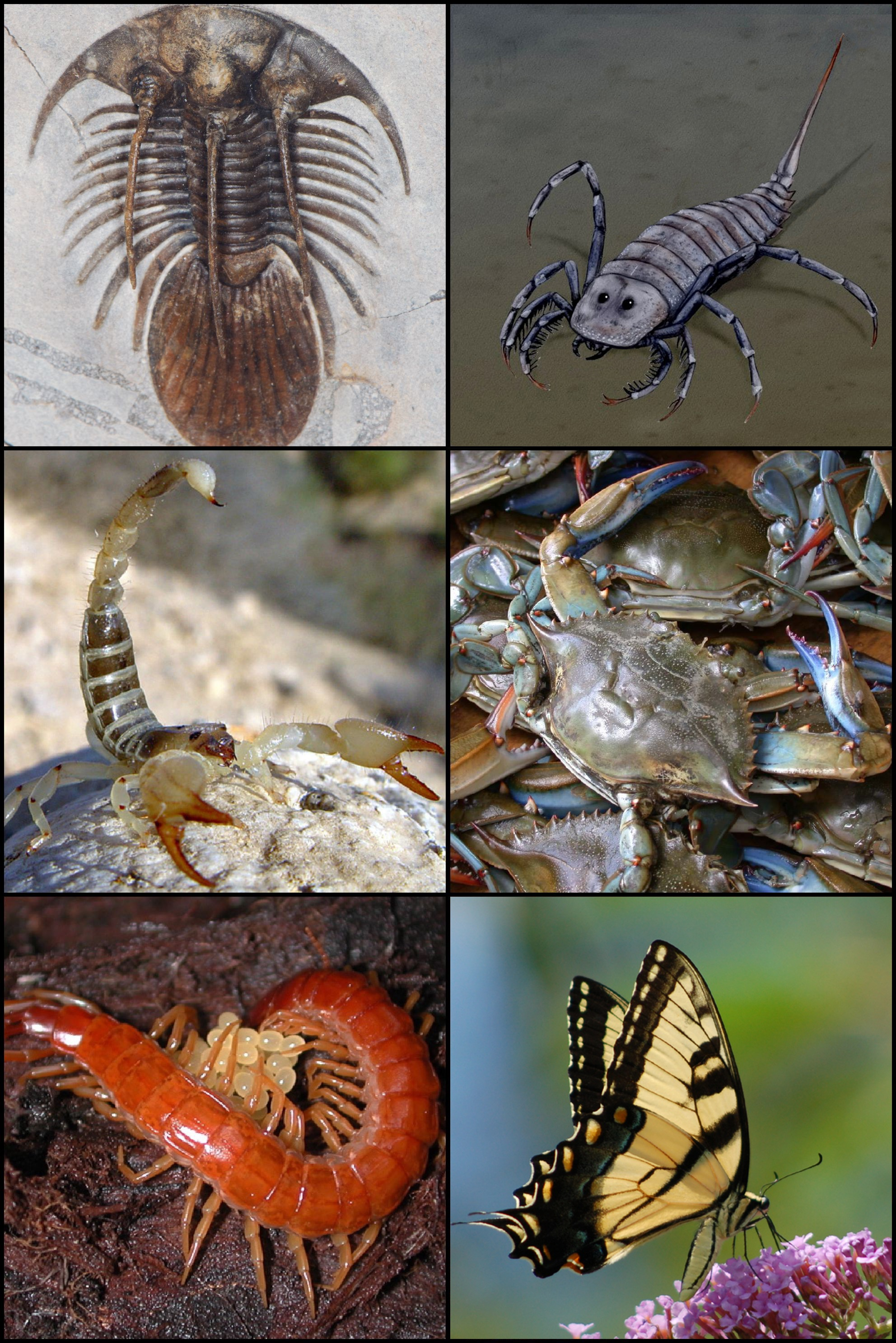
Différents Arthropoda.
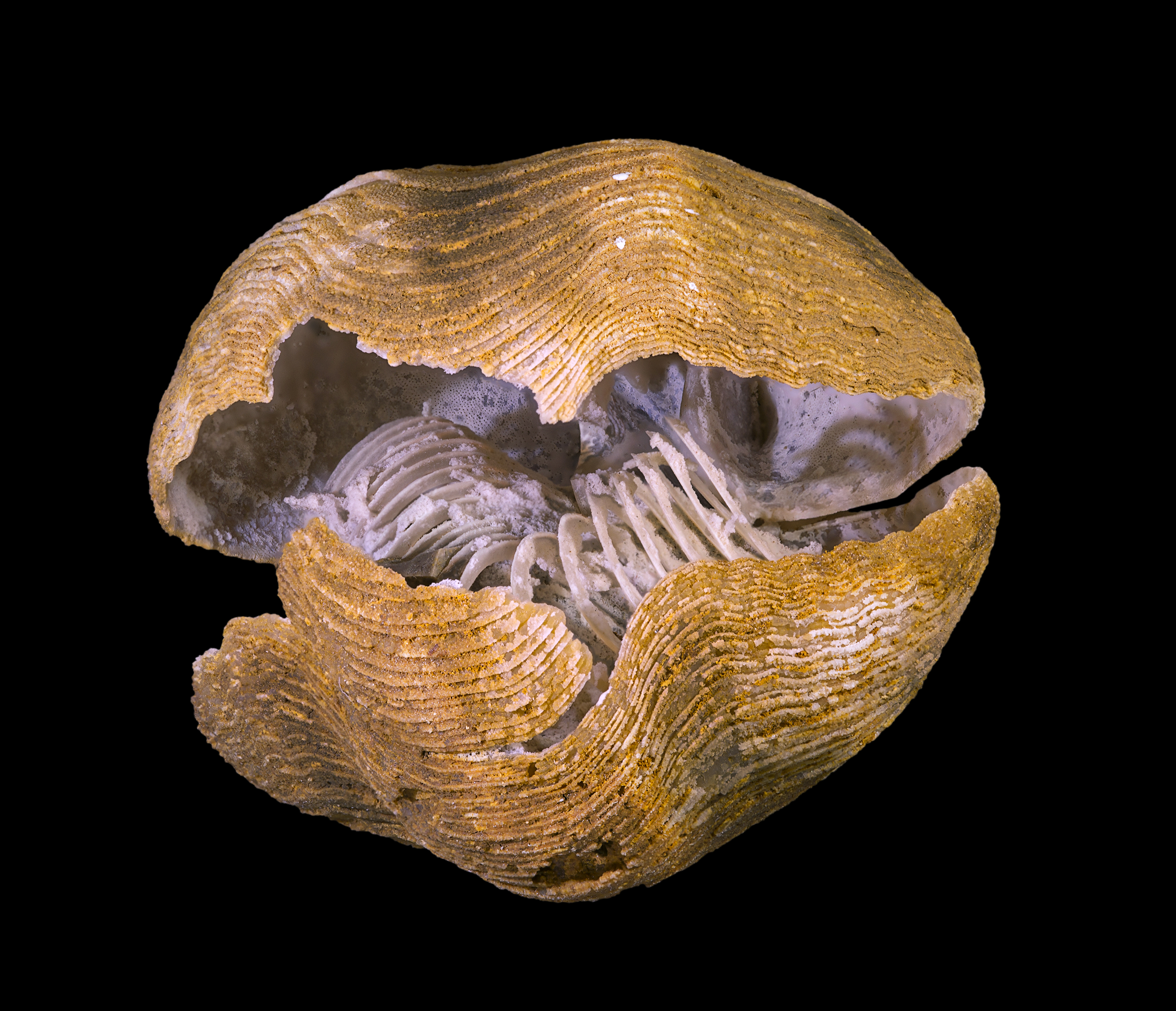
Liospiriferina rostrata, un Brachiopoda.
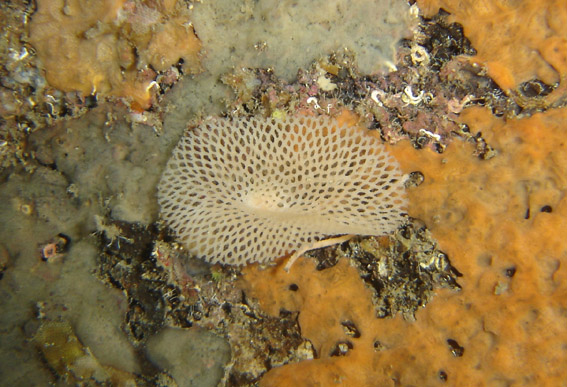
Sertella septentrionalis, un Bryozoa.
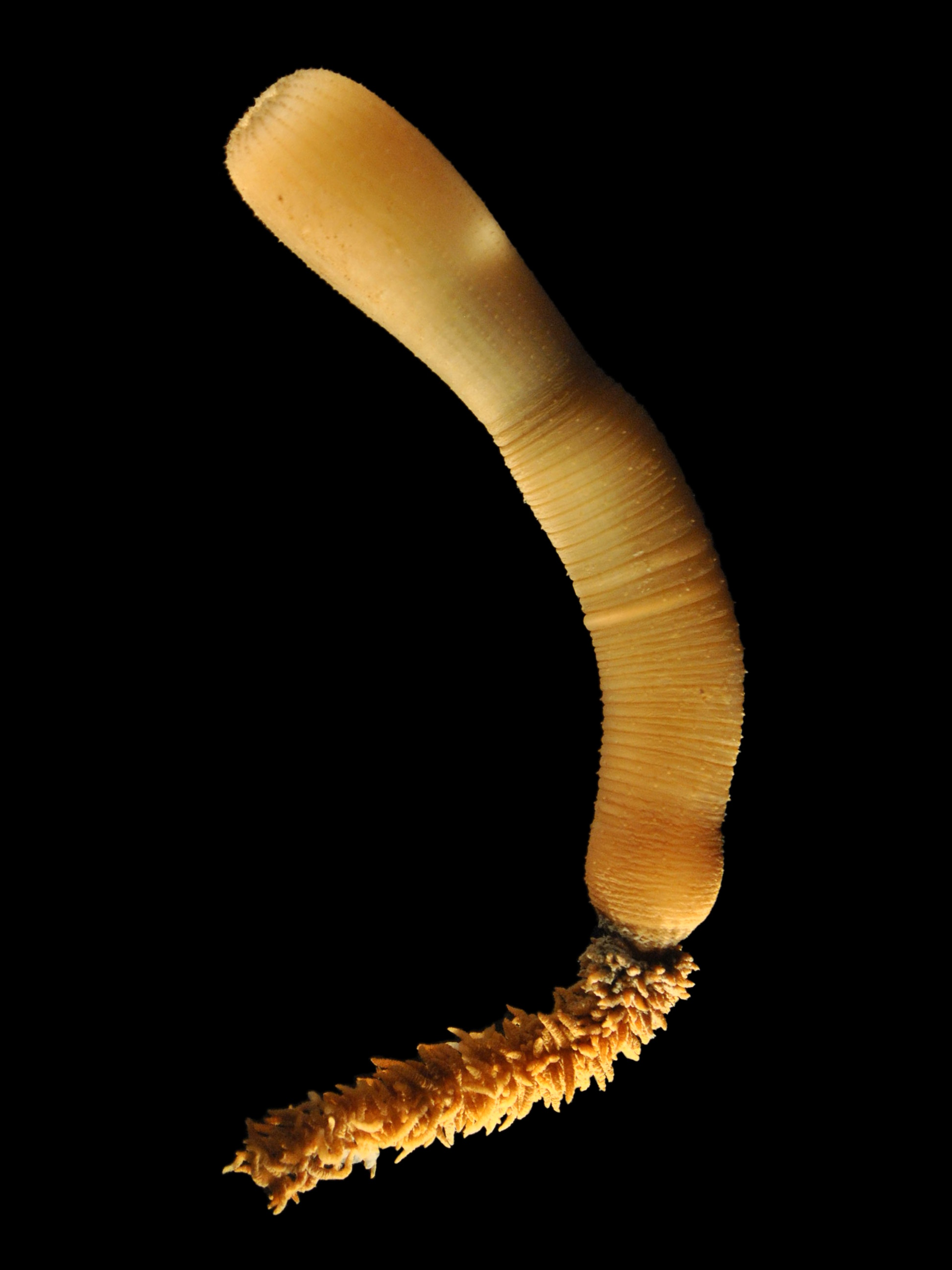
Priapulus caudatus, un Cephalorhyncha.
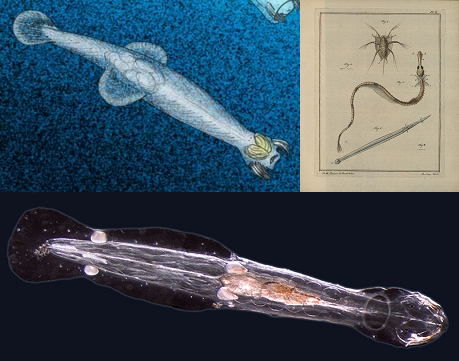
Spadella cephaloptera, un Chaetognatha.
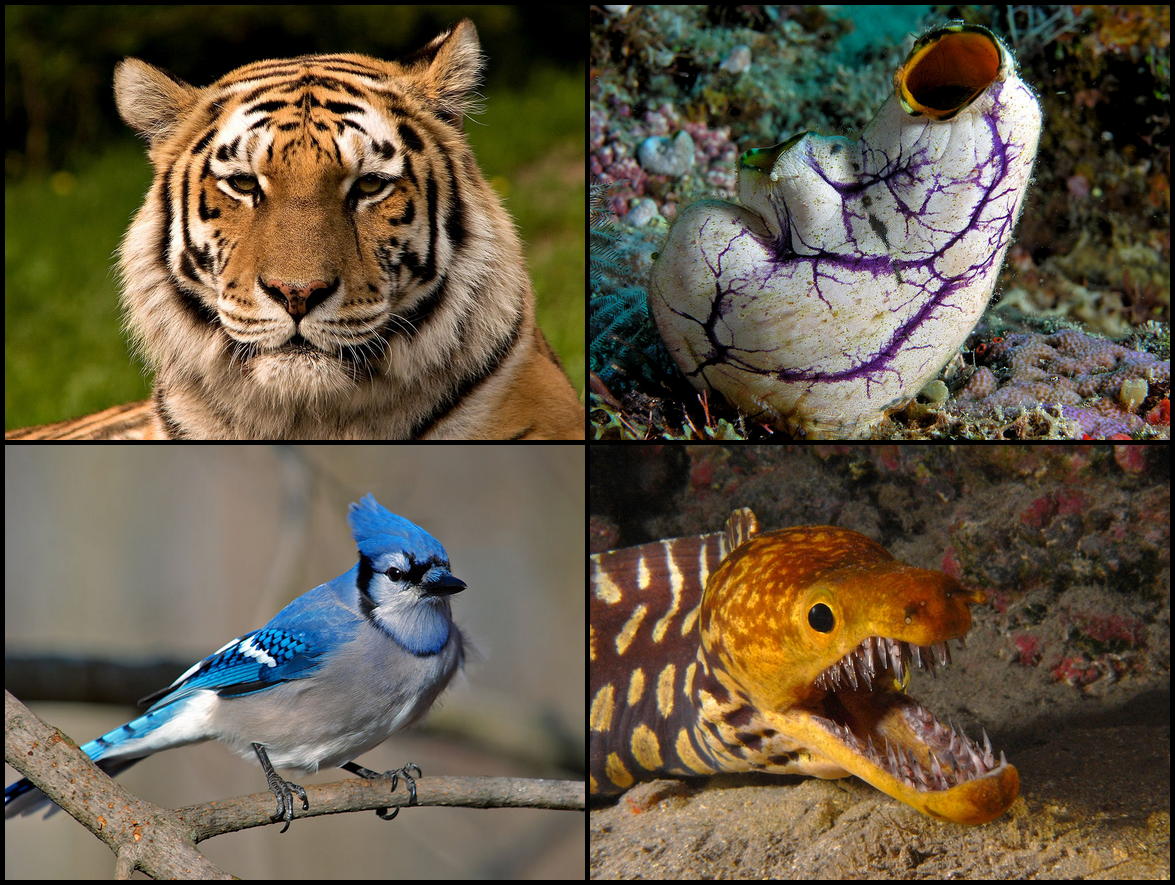
Différents Chordata.
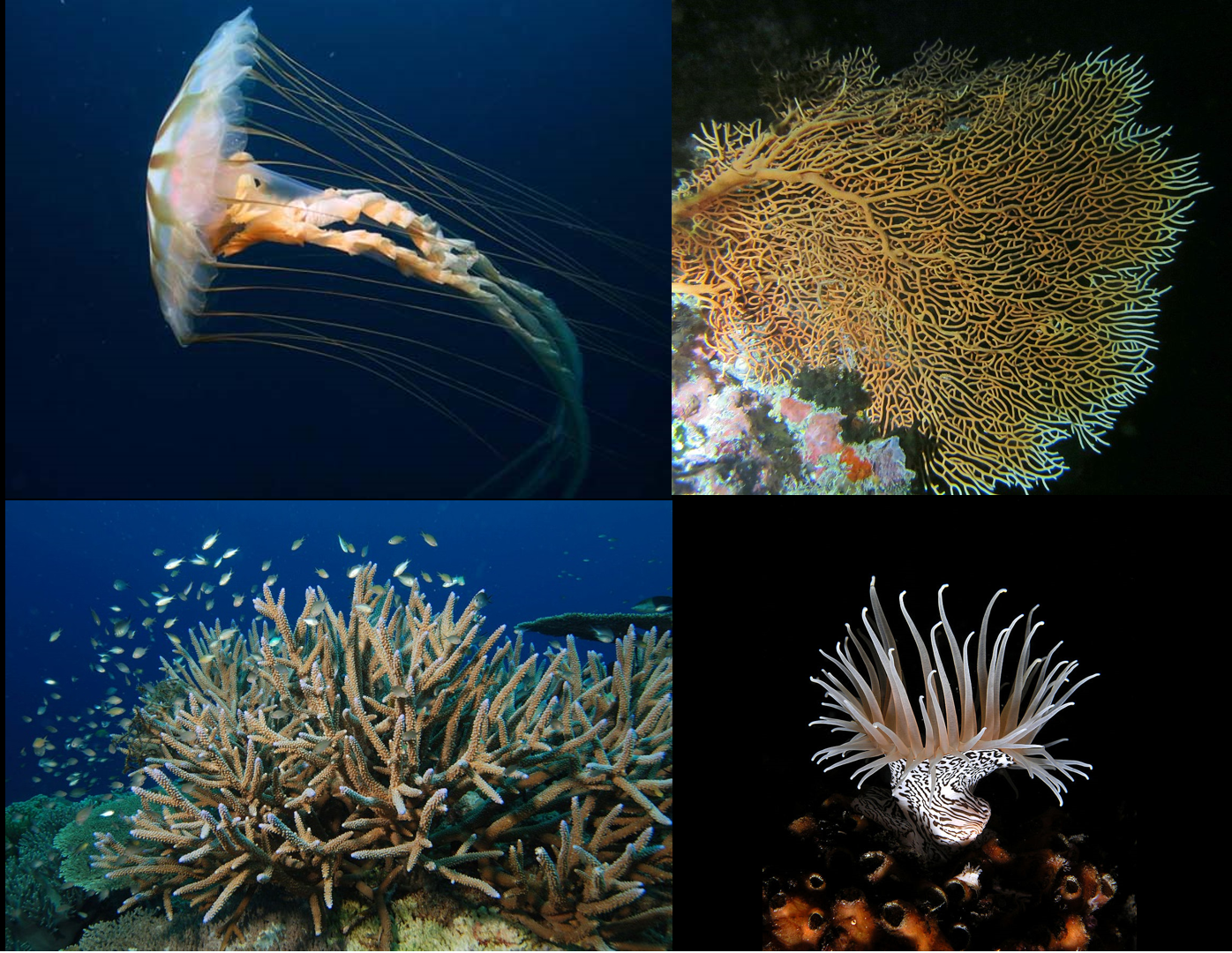
Différents Cnidaria.
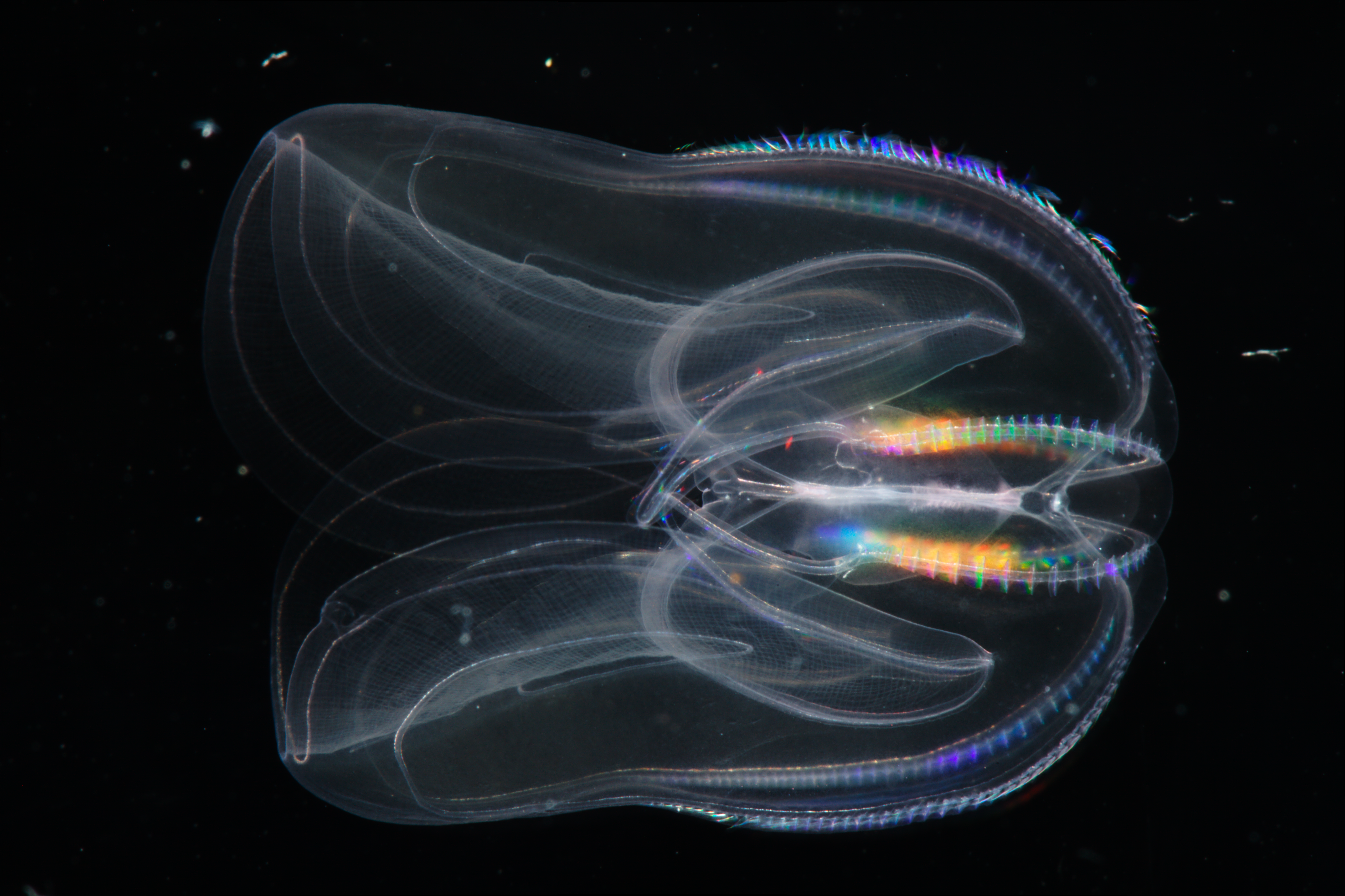
Mnemiopsis leidyi, un Ctenophora.
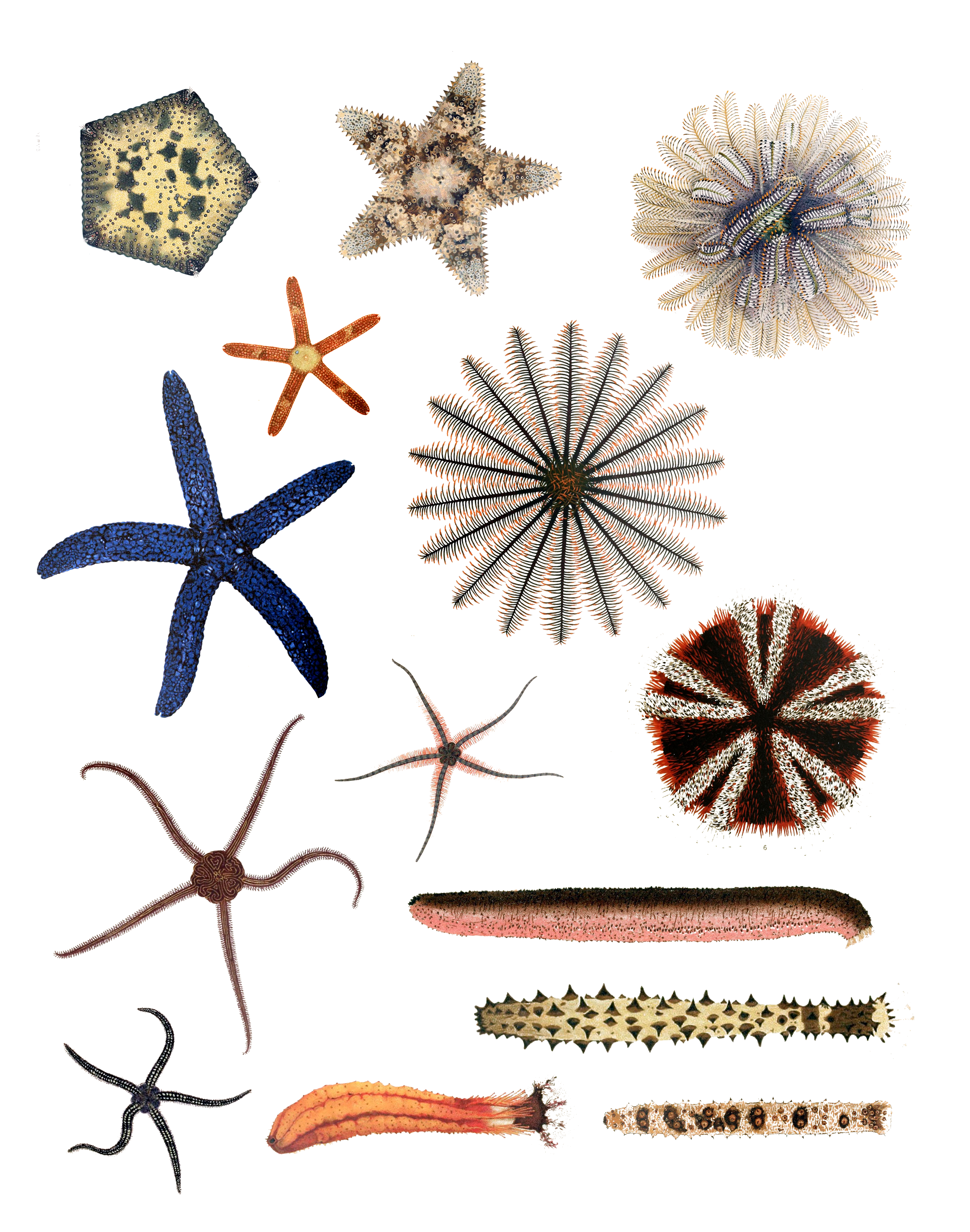
Différents Echinodermata.
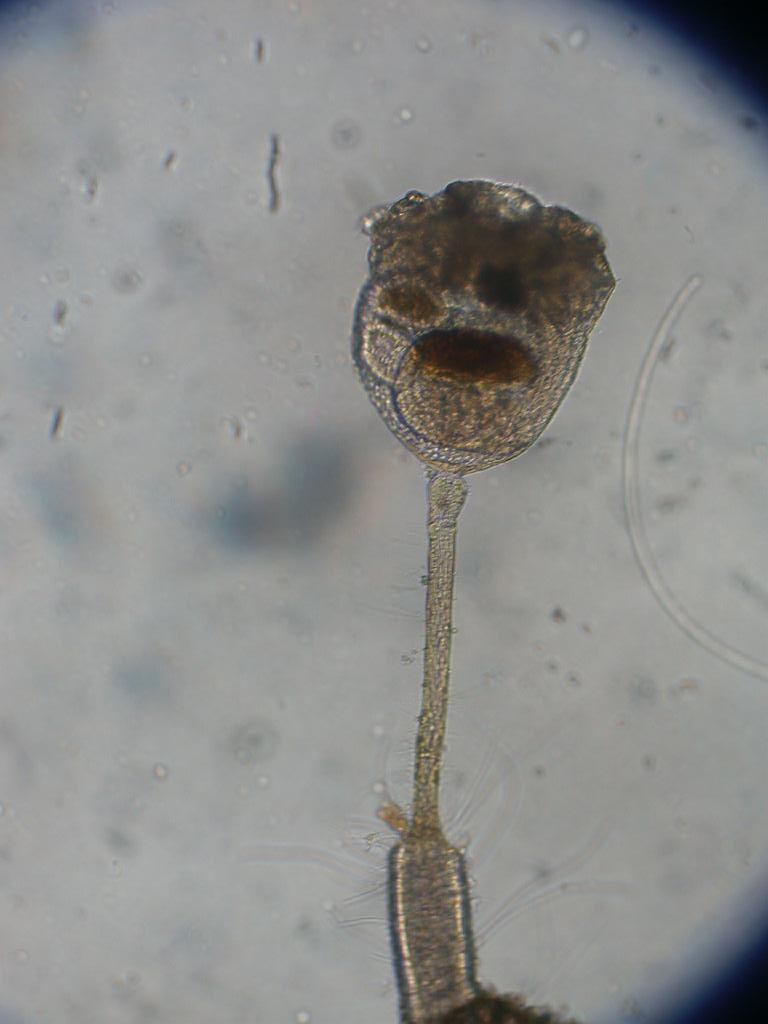
Barentsa discreta, un Entoprocta.
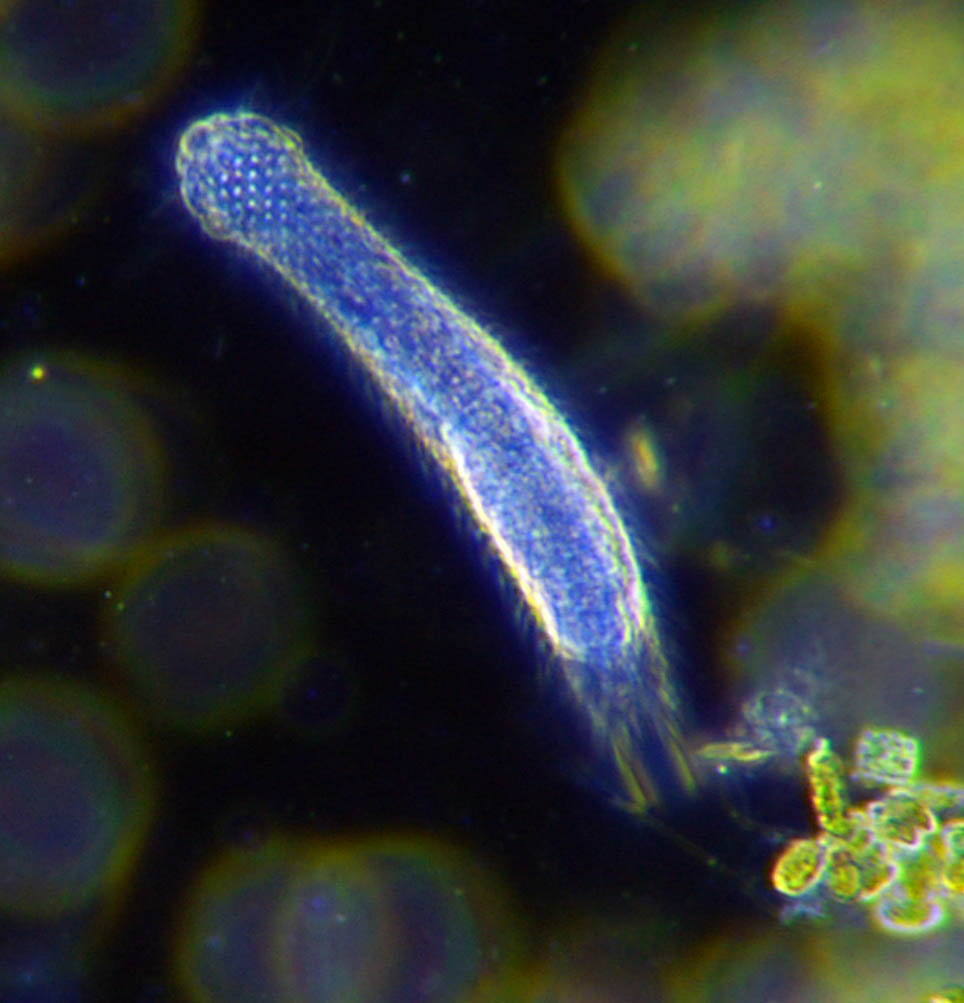
Un Gastrotricha.
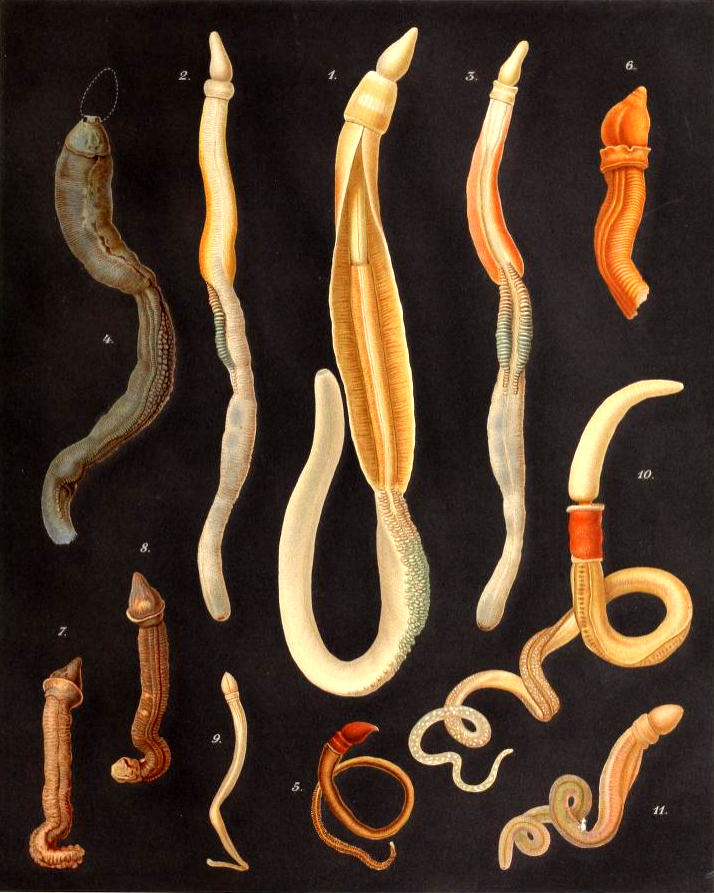
Différents Hemichordata.
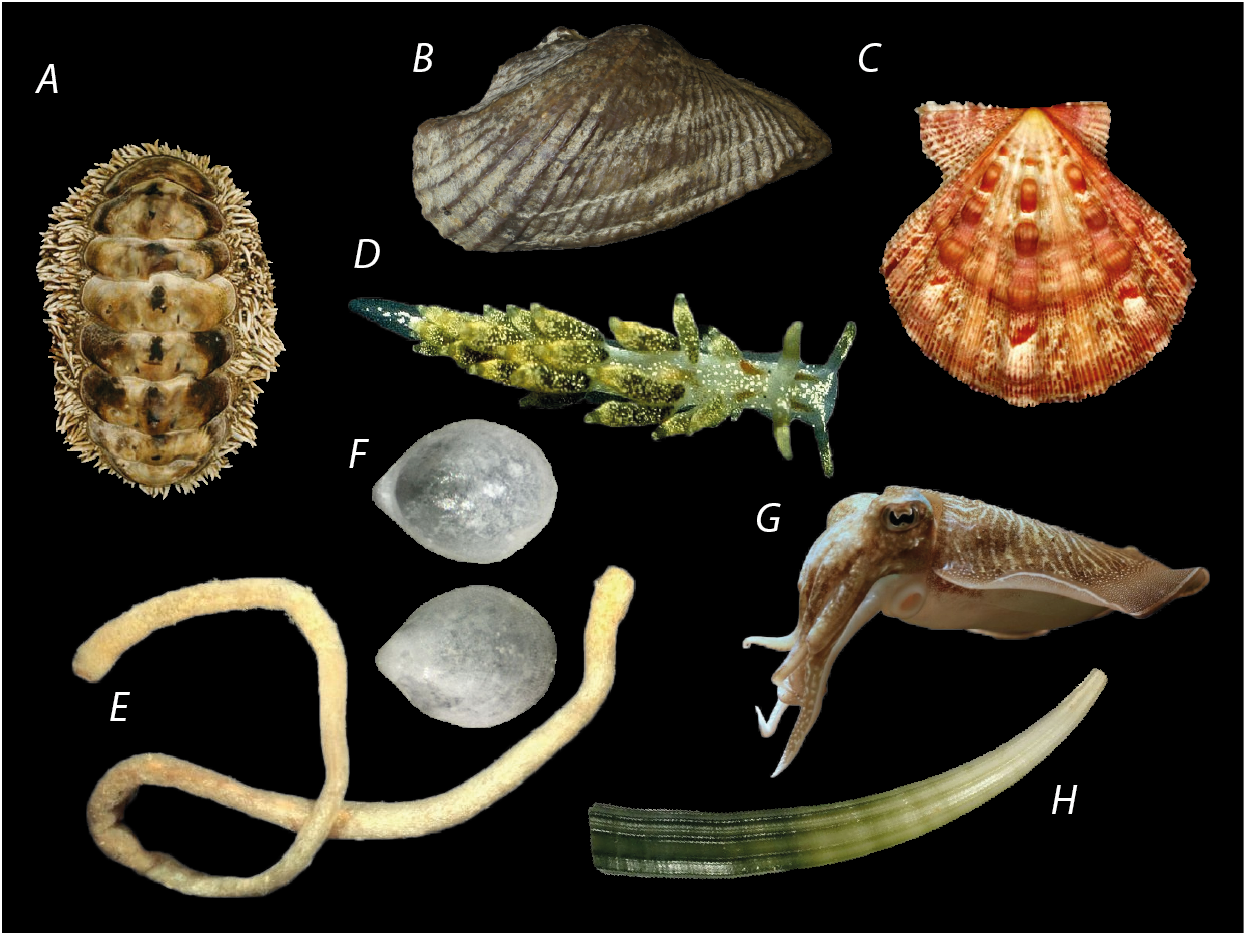
Différents Mollusca.
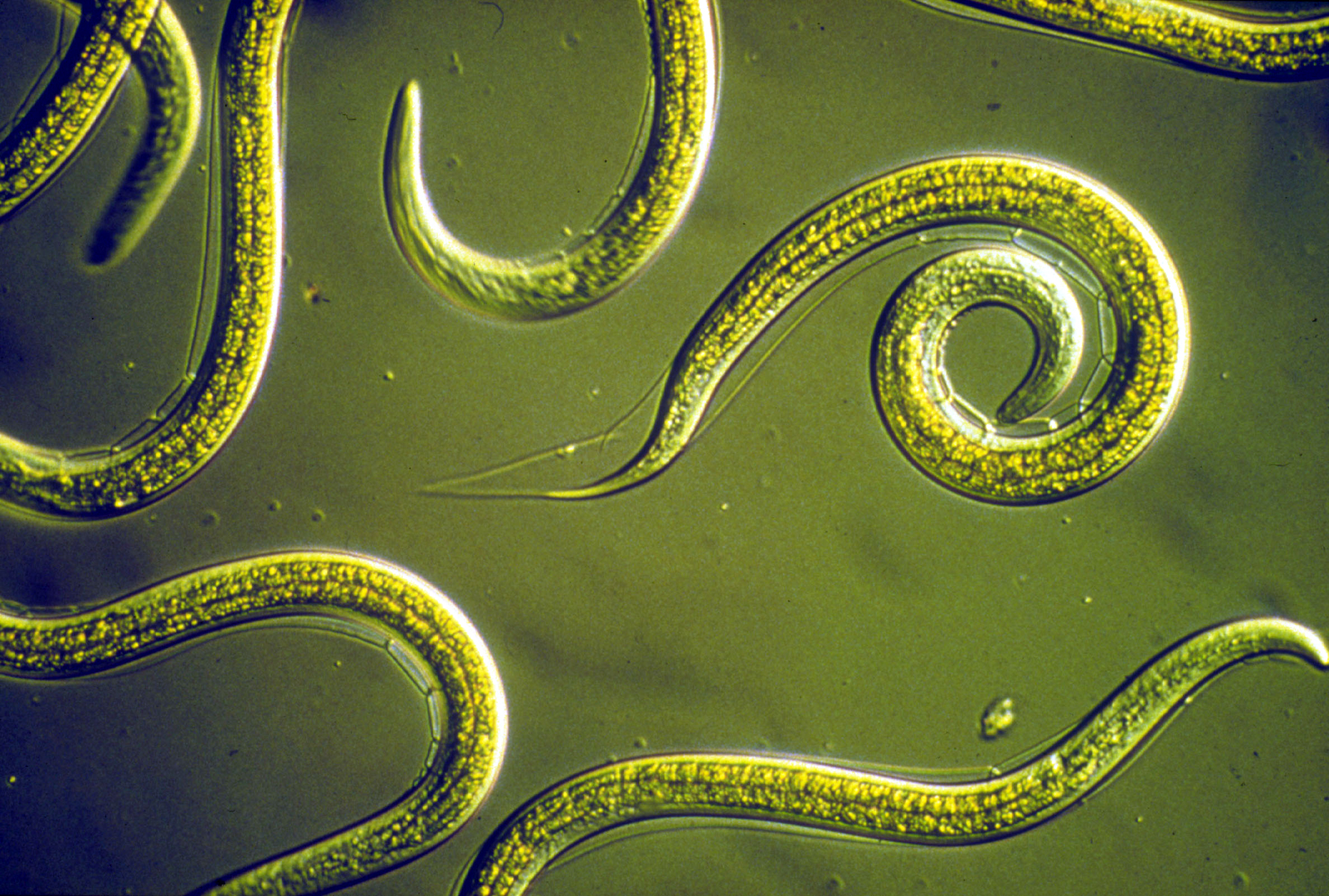
Des Nematoda.
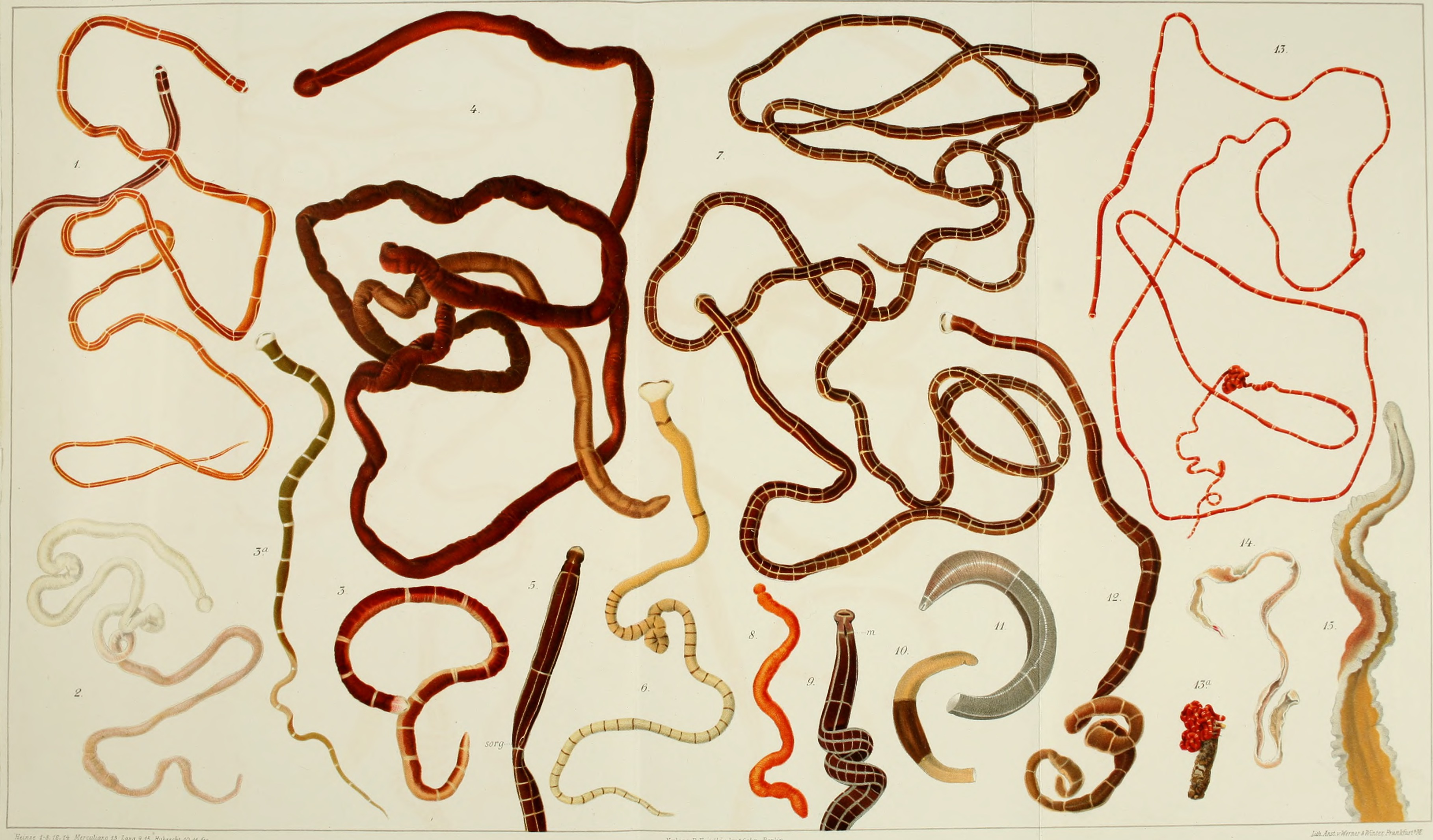
Différents vers Nemertea.
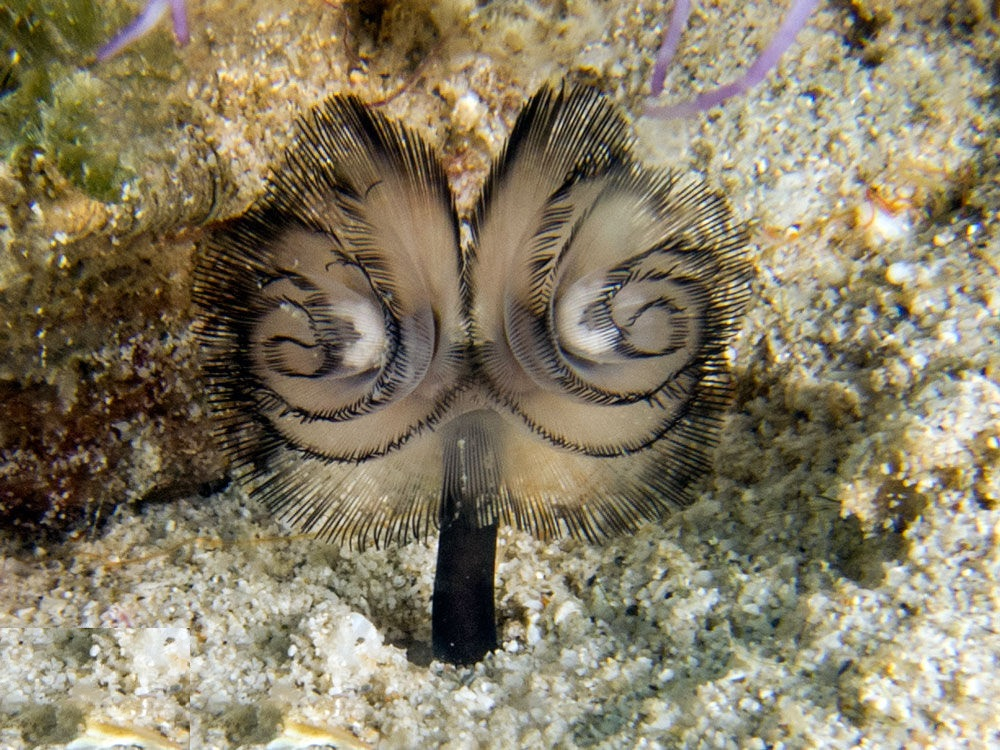
Phoronis australis, un Phoronida.
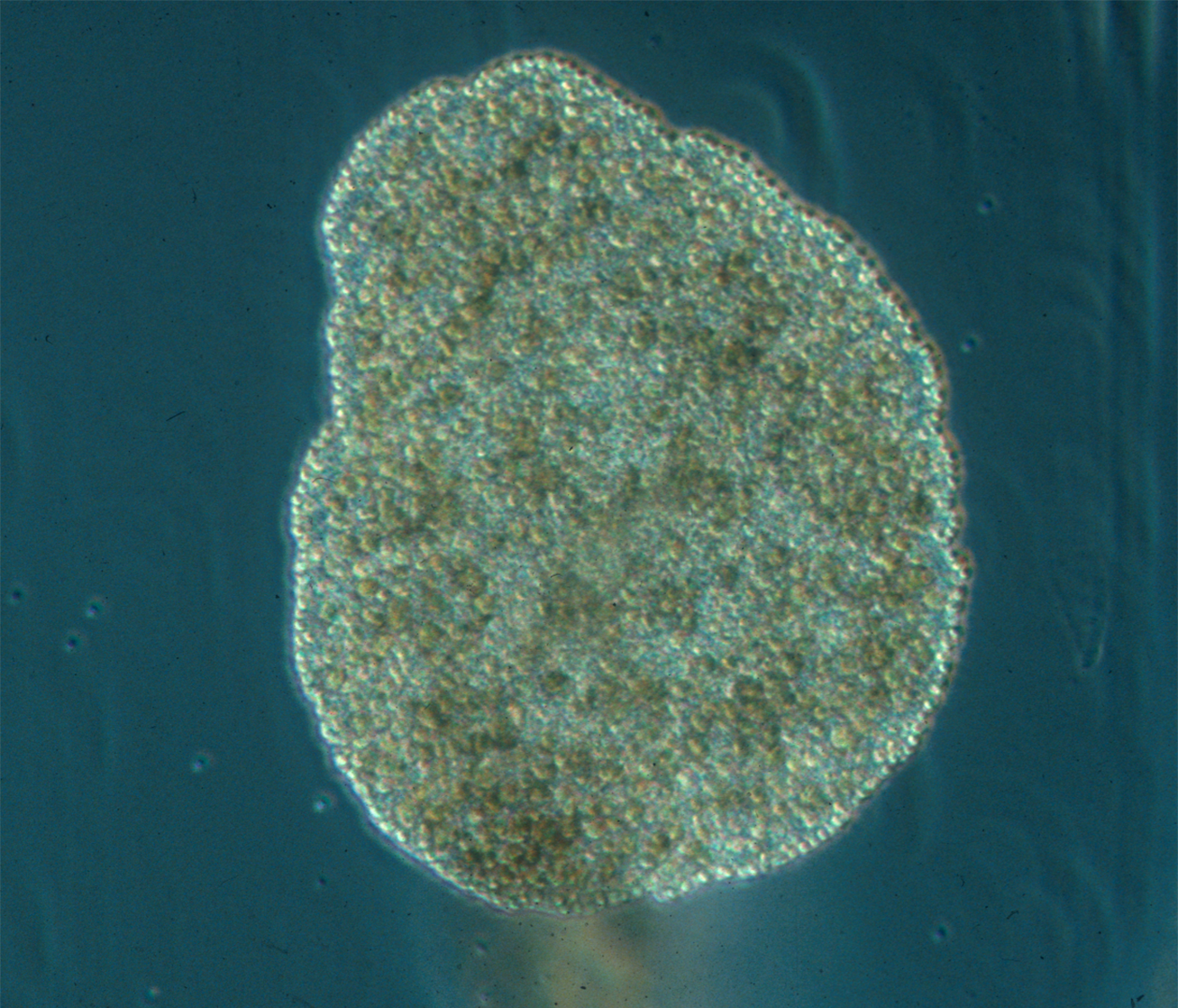
Trichoplax adhaerens, un Placozoa.
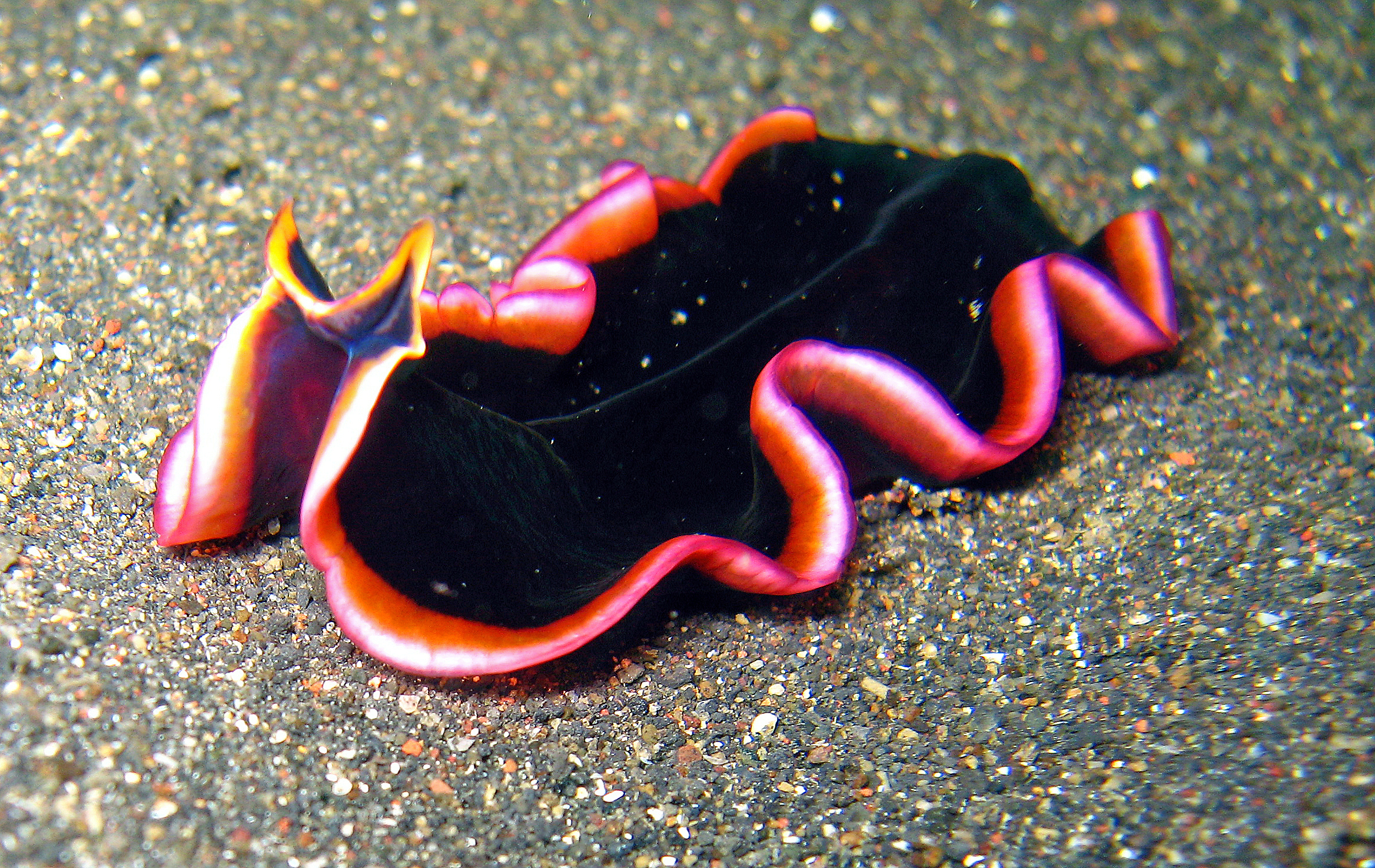
Pseudobiceros hancockanus, un Plathelminthes.
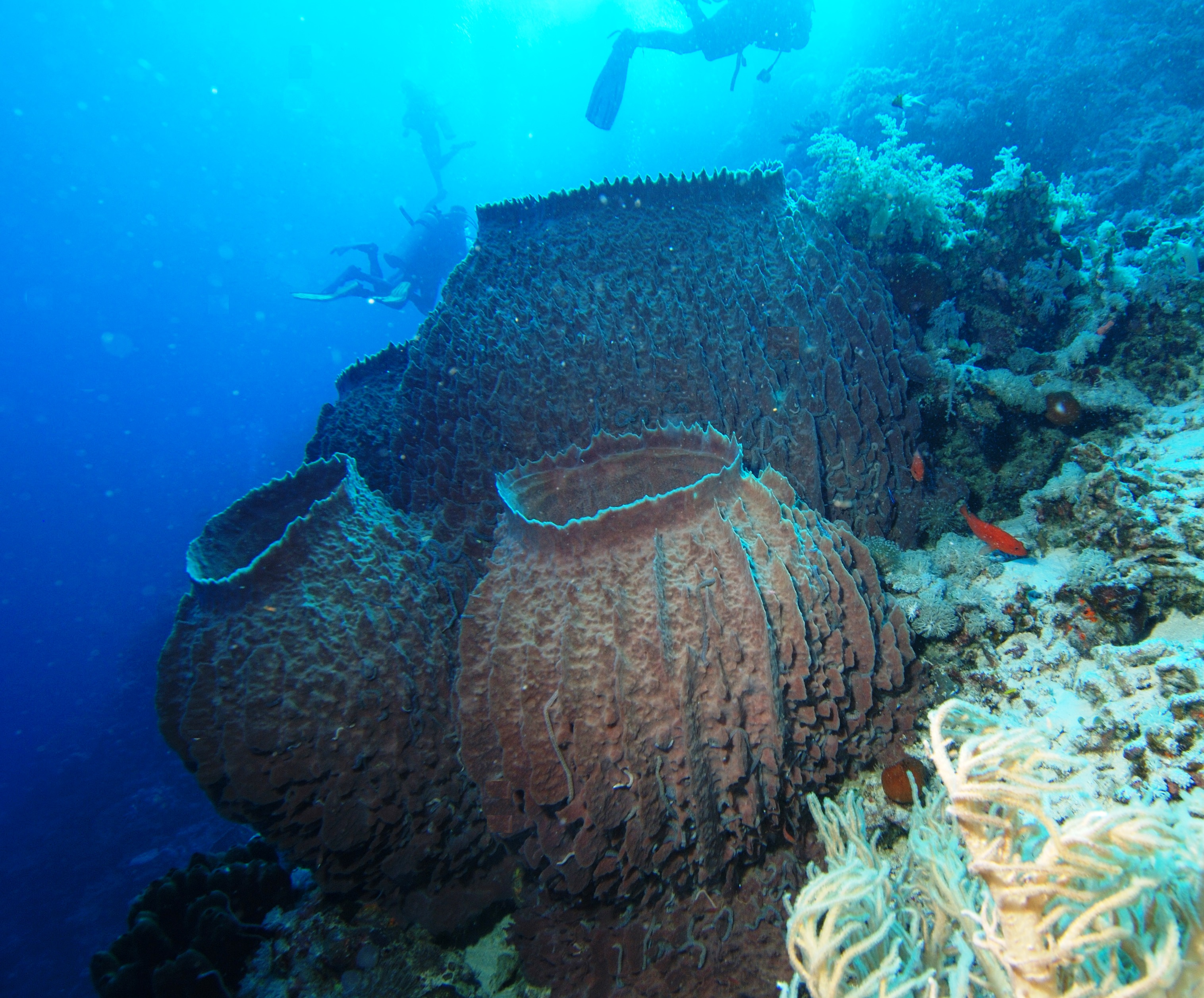
Xestospongia testudinaria, un Porifera.
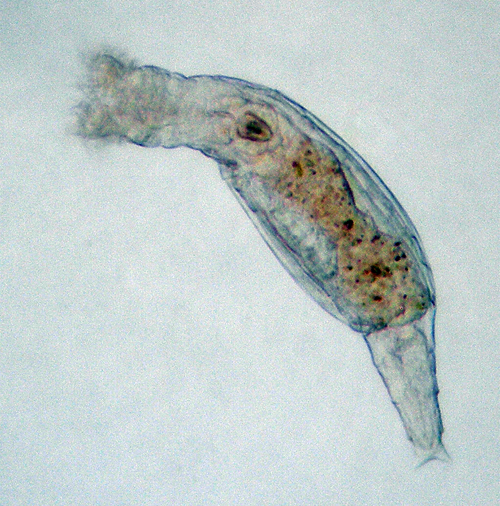
Habrotrocha rosa, un Rotifera.
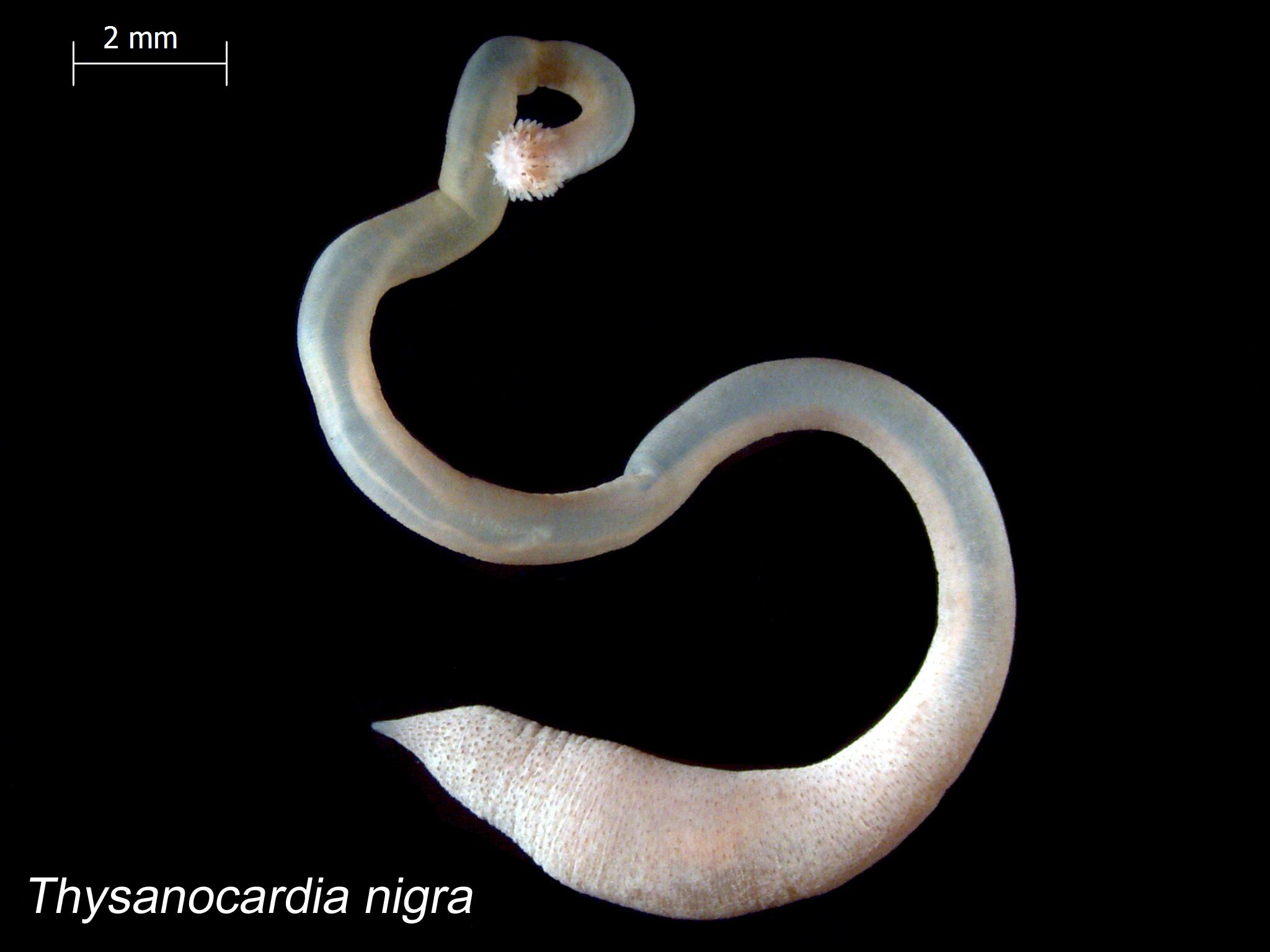
Thysanocardia nigra, un Sipuncula.
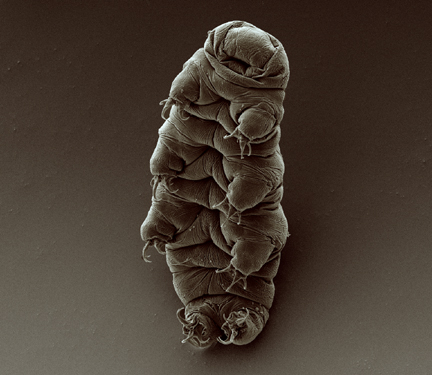
Hypsibius dujardini, un Tardigrada.
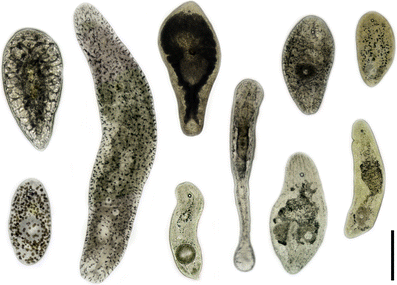
Différents Xenacoelomorpha.

## Menaces et protection
Diverses sciences visent à étudier le monde animal par exemple la zoologie qui se décompose en une multitude de spécialités, la médecine vétérinaire, mais aussi d'une façon dérivée la paléontologie, la biologie, et la microbiologie et l'agronomie pour son implication économique.

### Disparitions des espèces
Depuis l'apparition de la vie, de nombreuses espèces disparaissent tandis que d'autres évoluent et donnent de nouvelles espèces. Au cours de l'histoire du vivant, il y a eu des extinctions massives (on en distingue habituellement cinq majeures) notamment après certains cataclysmes. Ces extinctions sont suivies par des explosions radiatives, c'est-à-dire une forte augmentation d'espèces nouvelles.
L'homme, en tentant de domestiquer la nature, en favorisant un nombre forcément restreint d'espèces, a eu tendance à réduire le nombre de biomes. D'autre part, les pollutions générées par l'industrie et la société de consommation ont également pour effet de déstabiliser les biomes et de réduire le nombre d'espèces. Les espèces de grandes tailles sont les plus particulièrement touchées, si bien que l'on considère que le nombre d'espèces pouvant s'éteindre dans les années à venir pourrait être massif. L'extinction actuelle est nommée extinction de l'Holocène et son rythme serait dix à cent fois supérieur à celui des extinctions passées.

### Protection des animaux
De nombreuses lois visent à protéger la faune, ses habitats des impacts des actions de l'homme. Certaines sont plus spécifiques à la protection des milieux naturels et d'autres plus spécifiques à protéger les animaux de la malveillance, du roadkill, de la surexploitation ou de risques d'empoisonnement, etc.
Il existe également plusieurs types d'organisations pour la protection animale et la protection de la nature, par exemple :
- People for the Ethical Treatment of Animals ;
- Société protectrice des animaux ;
- Union internationale pour la conservation de la nature ;
- Animal Welfare Institute ;
- World Wildlife Fund (WWF) ;
- Protection mondiale des animaux de ferme ;
- Sea Shepherd Conservation Society.

### Santé
Une grande partie des maladies infectieuses ou dues à un prion pathogène peuvent être véhiculées par des animaux domestiques ou sauvages. Dans un contexte de mondialisation accélérée, l'OMS, la FAO et l'OIE encouragent un meilleur suivi écoépidémiologique et la mise en place de dispositifs de sécurisation des échanges ou ventes d'animaux (morts ou vifs), qui se heurtent aussi au trafic d'animaux.

## Relations entre l'Homme et les autres espèces animales
Dans les cultures au droit formalisé ou coutumier, les relations entre l'espèce humaine et les autres espèces animales ont beaucoup varié dans l'espace et dans le temps, et selon l'animal, avec souvent un statut particulier pour les espèces-gibier, domestiques ou des animaux-totems ou symboliques ou emblématiques.

### Statut de l'animal
Il a beaucoup varié selon les époques, les pays, le droit coutumier et les espèces considérées, ou encore selon que l'animal soit sauvage ou domestiqué ; de l'animal sacré ou royal à la bête de somme, en passant par l'animal de compagnie et au chien de travail ou de chasse ou de garde et jusqu'à l'abeille domestique, etc.
Des animaux semblent avoir été considérés comme responsable pénalement dans tout l'Occident chrétien entre le milieu du XIIIe siècle jusqu'à l'époque moderne. La majorité des cas connus de procès d'animaux ont eu lieu au XVIe siècle, mais ces pratiques, finalement assez rares (un peu plus de 200 affaires recensés en Europe entre le Moyen Âge et le XIXe siècle), sont considérés par les historiens comme des manifestations de la survie d'archaïsmes judiciaires.
En France, l'animal domestique est aujourd'hui une res propria (ayant un propriétaire, qui en est responsable) et reste un bien meuble. Le Code pénal considère comme un délit le fait d'infliger des souffrances injustifiées à un animal domestique. En 1976, la loi précise que « Tout animal étant un être sensible doit être placé par son propriétaire dans des conditions compatibles avec les impératifs biologiques de son espèce ». Le Code rural en septembre 2000, puis le Code civil en 2015 ont reconnu l'animal comme « doué de sensibilité » mettant ainsi le droit français en conformité avec le droit européen, et répondant à une demande depuis longtemps portée par diverses ONG (ex. : Fondation 30 millions d'amis) et diverses personnalités dont 24 intellectuels ayant, avec l'éthologue Boris Cyrulnik ou l'essayiste Michel Onfray, signé un manifeste en octobre 2013. Cet ajout au Code civil a été fait alors qu'un groupe d'étude sur la protection des animaux, constitué au sein de l'Assemblée, préparait un projet de nouveau statut pour les animaux, et il ne change pas les catégories et statuts juridiques existants.
L'animal sauvage reste aujourd’hui considéré par le code rural ou le code civil ou le code de l'environnement comme res nullius (c'est-à-dire n'appartenant à personne en particulier). Seules des espèces menacées ou jugées utiles (pour l'agriculture en général) peuvent être partiellement ou complètement protégées par la loi). Certains animaux peuvent être, à certaines conditions, localement et durant un certain temps (au cours duquel on peut démontrer que leurs populations sont excessives) déclarés nuisibles (concept ancien qui fait l'objet de polémiques au regard des progrès de la science) et peuvent alors être chassés ou piégés plus largement. Le bien-être animal ainsi que les droits des animaux et la protection des animaux sont des préoccupations croissantes dans de nombreux pays, spécialement dans les contextes d'élevage, animaleries, chasse, pêche, cirques, corrida, expositions animalières, expérimentation animale (scientifique, cosmétique, alimentaire ou médicale), transport d'animaux, abattoirs, trafic d'animaux, abandon d'animaux, etc.
Le 4 juillet 2021, en Inde du Nord, la Haute Cour de l’Uttarakhand a reconnu au règne animal (c'est-à-dire à toutes les espèces animales) un droit inhérent à la vie, une première juridique dans le monde. Ce même tribunal avait reconnu les droits du fleuve Gange (décision ensuite cassée sur demande de l’État de l’Uttrakhand qui a fait appel auprès de la Cour suprême.
En juillet 2023, l'Assemblée de la province des îles Loyauté (une des 3 provinces de la Nouvelle-Calédonie), a instauré dans son code de l'Environnement le statut « d’entité naturelle juridique », dans le but de conférer à 2 espèces animales (les tortues marines et les requins) la personnalité juridique,,.

### Perception de l'animal en France

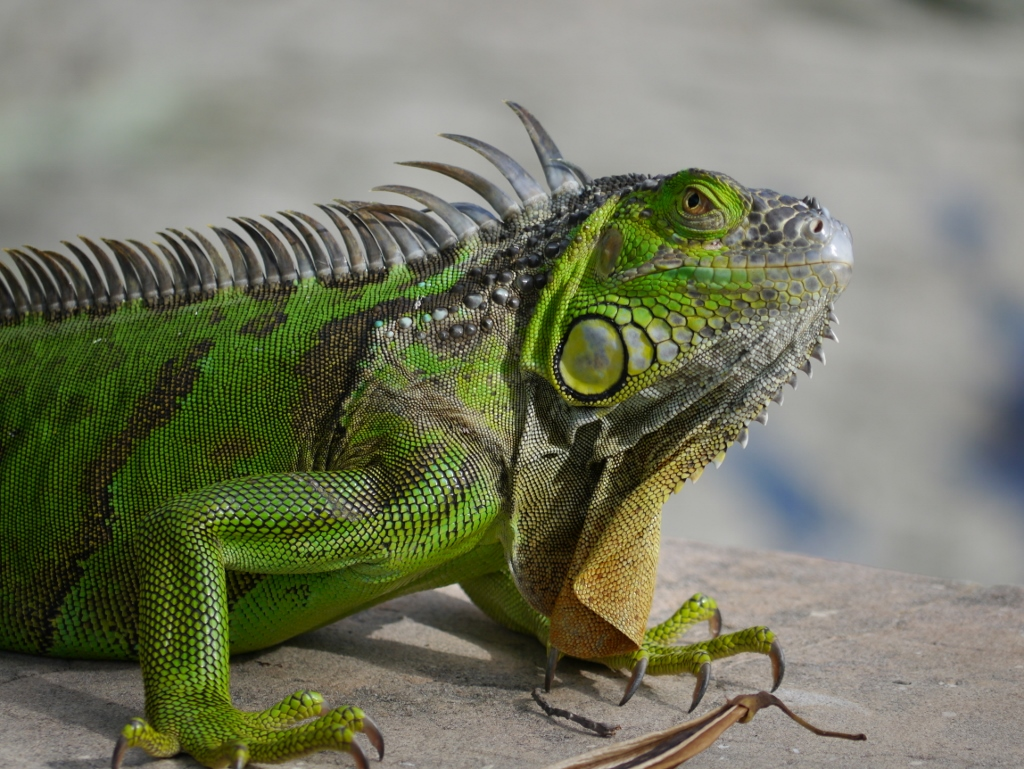
Les iguanes verts sont de plus en plus utilisés comme NAC.

Selon Jean-Luc Guichet, chercheur au Centre d'étude et de recherche politiques (CERPO), la relation de l'homme à l'animal n'a cessé de rapprocher celui-ci de celui-là : de sauvage à domestique, puis de familier à apprivoisé. L'axe d'évolution ainsi dégagé dans la relation de l'homme et de l'animal est celui de l'extérieur de la maison vers l'intérieur de la famille :
- l'animal sauvage est le seul qui ne renvoie pas directement à l'homme, image de l'animal qui n’existe plus pour la plupart d'entre nous, vivant dans une société urbaine plus ou moins développée[31] ;
- l'animal domestique est l'animal dont la reproduction est maîtrisée par l'Homme. L'Animal vit ainsi dans la sphère de la maison (domus), à l'intérieur ou à l'extérieur (cour de ferme)[31] ;
- l'animal familier n'est pas apprivoisé mais trouve une place dans la famille. Ce terme renvoie aux animaux qui vivent très proches de l'Homme, donc à l'intérieur de la maison. Ces animaux sont notamment les nouveaux animaux de compagnie (NAC) tel que les rongeurs, les serpents, les mygales et les perroquets, qui représentent une nouvelle tendance de ces dernières années[31] ;
- l'animal apprivoisé ou « animal de compagnie » a une relation affective avec l'Homme. Cela débouche souvent sur une « infantilisation de l'animal » ; cette infantilisation est réciproque[31].

### Animaux divinisés ou entrés en politique
- Bucéphale, cheval d'Alexandre le Grand (IVe siècle av. J.-C.) ;
- Incitatus, cheval favori de l'empereur romain Caligula (Ier siècle) ;
- Pigasus, cochon candidat satirique au poste de président des États-Unis d'Amérique en 1968 ;
- François Mitterrand envisagea par dérision de nommer sa chienne Baltique au Conseil économique et social ;
- Saucisse, chien porté candidat à la mairie de Marseille, aux élections municipales de 2001 ;
- Stubbs, chat désigné maire de la petite ville de Talkeetna en Alaska depuis 1997.

### Gestion de la faune sauvage
Plusieurs espèces disposent de plans de gestion d'espèces ou de groupes d'espèces menacées ou jugées patrimonialement importantes, visant parfois (comme pour le bison européen) à lutter contre la pollution génétique ou à aider une espèce qui a failli disparaître à sortir d'un goulot d'étranglement génétique. Certains plans visent au contraire à freiner la diffusion d'espèces invasives.
En France, des « ORGFH » (Orientations régionales de gestion et de conservation de la faune sauvage et de ses habitats) ont été écrites dans chaque région. Ce document pourra peut-être être remplacé et complété par le SRCE (Schéma régional de cohérence écologique).

### Utilisation par l'Homme

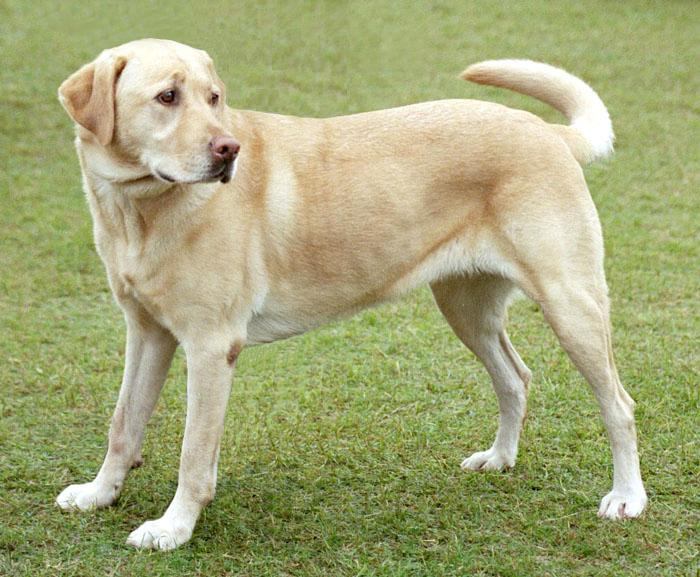
Le chien est la première espèce animale à avoir été domestiquée par l'homme.

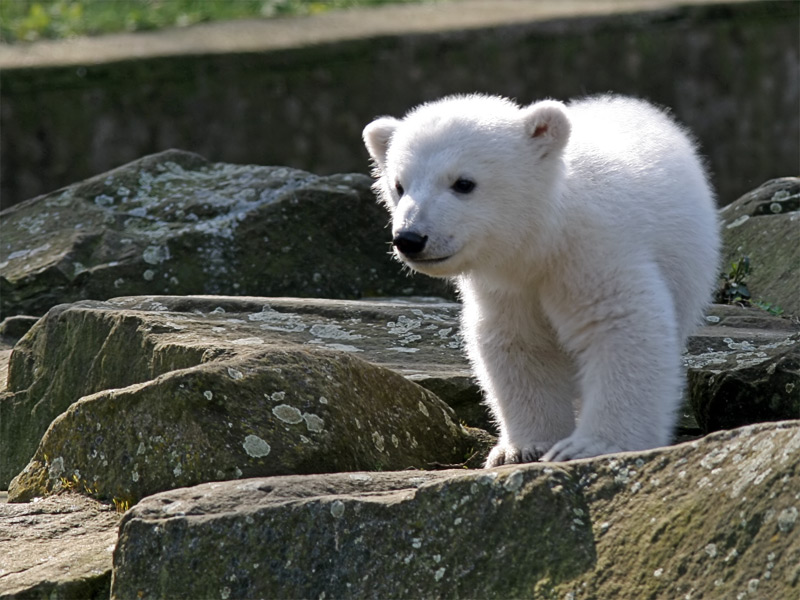
Knut au zoo de Berlin en 2007.

Plus on remonte dans le temps, plus les animaux semblent avoir eu une importance culturelle pour les sociétés humaines ; l'exemple de la vénération pour la vache, pour les bovins, est le plus significatif chez les peuples ayant acquis l'agriculture : vénération d'abord commune à l'ensemble de l'humanité, de même que celle d'arbres (Nietzsche, dans son cours le service divin des Grecs, rappelle que vénérer des arbres est une pratique commune à l'ensemble de l'humanité lors de la Préhistoire et pendant l'Antiquité, les arbres étant les « premiers temples […] où logeait l'esprit des divinités »), la vénération sacrée des animaux (ou zoolâtrie ; les dieux prenant souvent les traits d'animaux, comme en Égypte antique) s'est éteinte (le christianisme l'ayant combattu sur les cinq continents), pour ne survivre que dans des régions « animistes » ou culturellement hindoues (« Mère vache » en est le symbole). Ce qui signifie que plus on avance dans le temps, plus les animaux perdent leur statut saint ou sacré, statut qui garantissait à certains d'entre eux (vivant spécialement parmi les hommes) le respect, pour devenir dans la société de consommation des « animaux-objets » (pour les loisirs), ou des « abstractions » totales (afin de ne pas laisser place à l'affect), leur sort laissant en fait indifférent la majorité des peuples ayant ce type de société.
Depuis le Paléolithique, pour s'assurer la présence d'animaux pouvant lui rendre service, l'homme en a domestiqué un certain nombre d'espèces et a créé des élevages. Les éleveurs ont su, par sélection des croisements afin d'obtenir des animaux plus dociles ou économiquement plus rentables, changer les caractéristiques de certaines espèces et créer des hybrides pour que les animaux répondent plus efficacement à leurs besoins utilitaires de produire soit du lait, des œufs, de la viande, du cuir et de la laine, soit des bêtes de somme ou de trait (la zootechnie n'ayant pas permis d'éviter l'appauvrissement génétique des animaux d'élevage, du fait de la consanguinité importante créée par des hommes).
Certains animaux sont une source de revenus pour l'homme, allant de la nourriture au transport, en passant par l'exhibition (on payait les montreurs d'ours pour voir leur animal), l'habillement, etc. L'utilisation des animaux (transport, élevage) explose à partir de la seconde moitié du XVIIIe siècle, auparavant les ressources alimentaires limitées étaient réservées à la famille.
L'homme utilise aussi les animaux pour ses loisirs en élevant des animaux de compagnie, en les filmant, en les découvrant dans le cadre de parcs zoologiques ou de parcs safaris. Ces deux dernières activités tendent à devenir plus respectueuses de la sauvegarde des animaux dans leur milieu naturel en favorisant la reproduction d'espèces menacées et l'étude pour les parcs.

### Bien-être animal
Les différentes définitions de la protection animale sont axées autour d'une même préoccupation : préserver le bien-être des animaux, en d'autres termes leur épargner toute souffrance inutile. Le bien-être de l'animal englobe sa condition physique et physiologique, et réciproquement sa bonne condition implique une santé physique satisfaisante et un sentiment de bien-être. Le bien-être animal est décliné en cinq libertés correspondant aux besoins fondamentaux de l'animal :
1. la liberté physiologique (absence de faim et de soif) ;
2. la liberté environnementale (absence d'inconfort) ;
3. la liberté sanitaire (absence de maladies et de blessures) ;
4. la liberté comportementale (droit à l'expression d'un comportement animal normal) ;
5. la liberté psychologique (absence de peur et d'anxiété).

### Regard de l'homme

#### Histoire de la classification

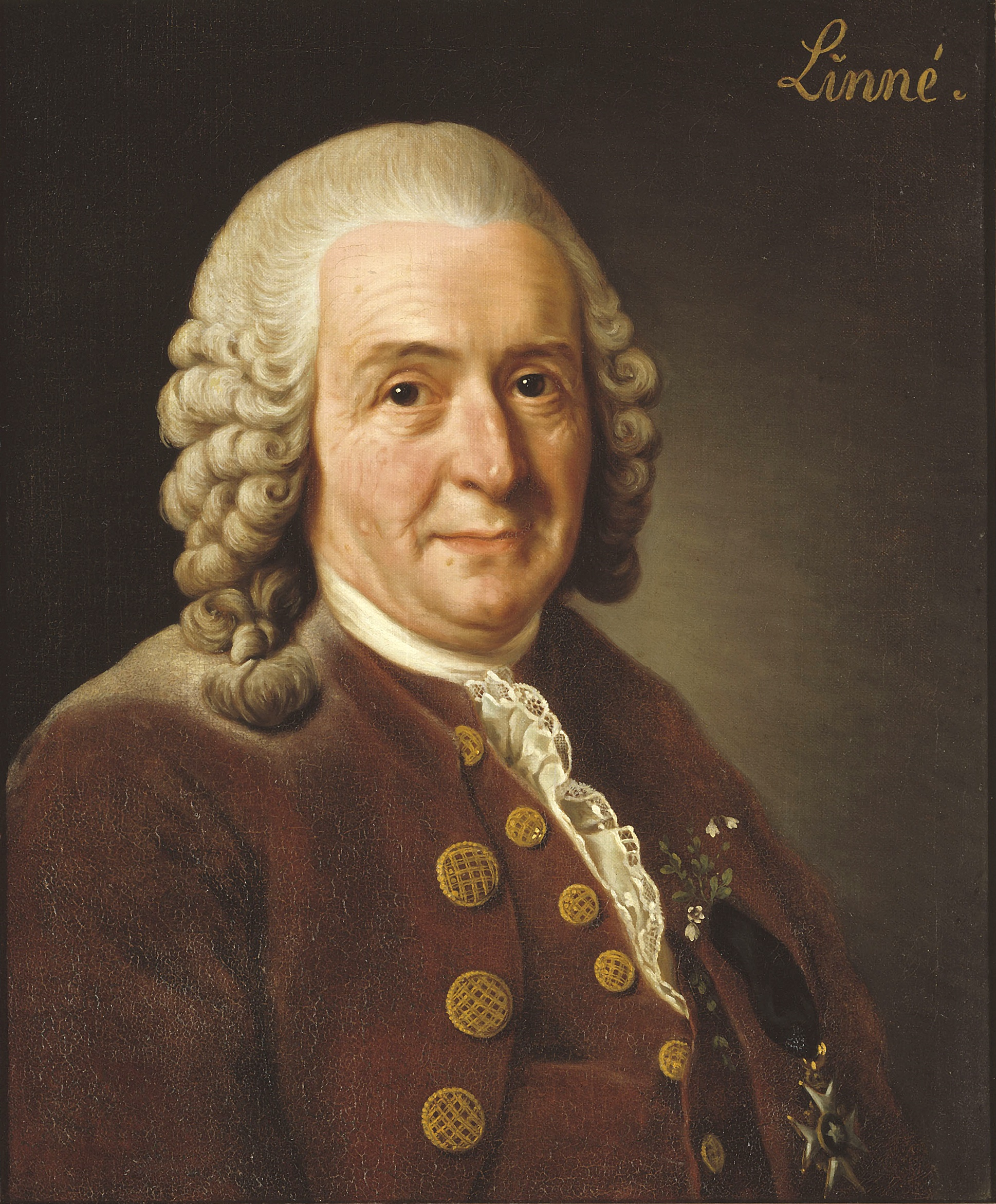
Le naturaliste suédois Carl von Linné.

En Occident, Aristote a divisé le monde du vivant entre les animaux et les plantes. Celui-ci ne se pose pas encore clairement la question de la fixité des espèces, et les théologiens chrétiens qui prennent sa suite, en faisant une lecture littérale de la Bible, instituent le fixisme en considérant que l'univers et le monde connu ont été créés en une semaine, idée qui devient un dogme inquestionnable jusqu'au XVIIIe siècle. Dans cette vision, les animaux étaient là pour servir l'homme, qui dominait la Création. Cependant, à partir de la Renaissance, certaines idées sont remises en question. Alors que les travaux de Carl von Linné au XVIIIe siècle cherchent à classer systématiquement toutes les espèces vivantes en leur donnant un nom unique et précis (nom binomial), Jean-Baptiste Lamarck, puis surtout Charles Darwin, élaborent des théories d'une évolution des espèces. De ces théories, et plus particulièrement avec celle de Darwin va naître une controverse avec les créationnistes qui souvent revendiquent leur soutien à une vision biblique chrétienne de l'origine de la vie. La théorie de Darwin fait de l'homme un animal, fruit d'une évolution par des processus de sélection naturelle dont la sexualité.
Linné avait défini au départ trois royaumes (Mineralia, Vegetalia, Animalia) avec les animaux séparés eux-mêmes dans les groupes suivants : Vermes, Insecta, Pisces, Amphibia, Aves, et Mammalia. Ce classement va peu à peu évoluer au fil des découvertes en zoologie ou en paléontologie. Cette classification basée sur les caractères anatomiques et physiologiques tend à devenir une classification phylogénétique, c'est-à-dire la plus proche possible de l'arbre phylogénétique.

#### Religion
Les religions abrahamiques (judaïsme, christianisme, islam) séparent l'Homme du règne animal, dans sa nature et son essence : l'Homme est le seul être créé à l'image de Dieu ; il doit « dominer » la nature.
Cette séparation radicale entre humanité et animalité a été vigoureusement critiquée par Claude Lévi-Strauss comme correspondant au « posthumanisme » qui a connu son développement avec les sciences sociales puisant leur source dans la pensée rousseauiste.
Les religions « animistes » (africaines, asiatiques, américaines, etc.), les religions chinoises (confucianisme, taoïsme) et spécialement les religions indiennes (hindouisme, bouddhisme, jaïnisme) intègrent complètement l'animal et l'Homme dans l'Univers, sans solution de continuité : la différence est de degré, non de nature ; tous les êtres sont dotés d'une âme, d'un même principe vital (le « vouloir-vivre » selon le philosophe Arthur Schopenhauer).

#### Philosophie
La philosophie antique a légué sa vision de l'animal à partir d'une problématique de l'homme au monde : les Stoïciens ont une vision anthropocentriste de l'animal alors que les Académiciens ont une vision holistique, plaçant l'histoire générale des animaux et des hommes dans l'histoire plus large du Monde.

##### Concept d'animal-machine
Le philosophe français René Descartes (1596-1650) est dualiste, distinguant nettement deux formes de réalité : la pensée (l'âme) et l'étendue (la matière). L'animal, qui n'a pas d'âme, n'est donc qu'une « machine », un automate perfectionné. C'est la théorie de l'animal-machine. Cette théorie, se démarquant du regard bienveillant porté par Montaigne (1533-1592) sur le monde animal et récusant son nominalisme hyperbolique, a été vigoureusement attaquée par le poète Jean de la Fontaine et scrupuleusement disséquée par le philosophe français Jacques Derrida avec son dernier ouvrage, L'Animal que donc je suis, faisant référence au « Je pense donc je suis » de Descartes, récusant l'idéalisme de ce dernier.
Le philosophe français Jean-Jacques Rousseau (1712-1778) voit aussi dans tout animal, y compris l'Homme, une « machine ingénieuse ». Mais il distingue l'Homme de l'animal en ce que « la nature seule fait tout dans les opérations de la bête, au lieu que l'Homme concourt aux siennes en qualité d'agent libre. » La différence vient ici de la pensée et de la capacité d'initiative et de liberté de l'Homme qui en découle.
La critique du dualisme radical s'est tournée vers la théorie du continuisme selon laquelle les animaux possèdent des ébauches (proto-langage, proto-culture, ébauche de conscience ou d'âme) de ce que l'homme possède en plein. Ainsi, dans cette perspective philosophique spiritualiste, l'homme est un animal non seulement parmi les autres, mais aussi comme les autres. Une vision matérialiste et évolutionniste de ce continuisme soutient au contraire la thèse de la singularité humaine : selon Ian Tattersall, les animaux ne sont ni rationnels ni doués de conscience.

##### Hypothèse Gaïa
L'hypothèse Gaïa proposée par l'écologiste anglais James Lovelock en 1970, mais également évoquée par d'autres scientifiques avant lui (comme le géologue Eduard Suess qui émet en 1875 le concept de biosphère, théorisé en 1926 par le minéralogiste Vladimir Vernadski), considère l'ensemble des êtres vivants sur Terre comme formant une sorte de vaste super-organisme (qu'il nomme Gaïa d'après le nom de la déesse primordiale de la mythologie grecque personnifiant la Terre), réalisant l'autorégulation de ses composants pour favoriser la continuité de la vie et une certaine stabilité du climat.

##### Critique philosophique du terme «Animal» et du concept de «vie animale»
Le terme « animal », au singulier, est rejeté par le philosophe français Jacques Derrida dans sa généralité, – parce qu'il est une « simplification conceptuelle » vue comme un premier geste de « répression violente » à l'égard des animaux de la part des hommes, et qui consiste à faire une césure totale entre l'humanité et l'animalité, et un regroupement tout aussi injustifié entre des animaux qui demeurent des vivants radicalement différents les uns des autres, d'une espèce à une autre :
Jacques Derrida a créé le mot-valise « l'animot » qui, prononcé, fait entendre le pluriel « animaux » dans le singulier, et rappelle l'extrême diversité des animaux que « l'animal » efface,.
À la différence, la philosophe Élisabeth de Fontenay préfère l'emploi du vieux mot français « bête », qu'elle met au pluriel « les bêtes ».
La phénoménologie de l'animalité propose le concept d'« existence animale », dépassant le dualisme existentialiste entre « vie animale » et « existence humaine », dans la mesure où la subjectivité n'est pas confondue à la conscience réflexive.
La notion d'animalité a souvent été utilisée comme repoussoir par les grandes religions du Livre ou par la politique mais des courants de pensée suggèrent de mieux reconnaître et prendre en compte l'animalité présente en l'Homme sur des bases scientifiques, questionnant ainsi le statut de l'humain, et de la frontière animalité/humanité, (Existe-t-il une « animalité transcendantale » se demande Depraz (1995)), pourrait pour certains légitimer certaines formes de violence et n'est pas selon Brels (2012) sans conséquences éthico-juridiques.

### Sociologie
La sociologie, en ce qu’elle s’intéresse à l’homme et aux collectifs humains, propose elle aussi un point de vue et des angles d’approche de la question animale. La sociologie a pour objets d’étude les faits sociaux et essaye de percevoir dans l’activité humaine des régularités afin de comprendre et d’expliquer les actions des collectifs. C’est à l’aide d’outils théoriques et méthodologiques que la discipline institutionnalisée par les travaux d’Emile Durkheim sur le suicide ou par ceux de Max Weber sur l’éthique protestante et l’esprit du capitalisme tente soit d’approcher les motivations des individus qui les poussent à agir d’une certaine manière, soit d’étudier les structures objectives de la société qui dirigent les actions de ces derniers. Nous pouvons par exemple citer Durkheim qui explique qu’il faut « expliquer le social par le social », soit s’écarter des considérations individuelles des actions de chacun pour s’intéresser au fait social comme une « chose » qui ne s’explique pas par l’agrégation d’actions individuelles, c’est le caractère « Sui generis » du fait social, et qui possède son propre genre. Ainsi, les individus agissent dans des cadres prénormés et préréglés avec tout de même une certaine marge de manœuvre.
La sociologie ambitionne donc de dénaturaliser les comportements individuels et collectifs en introduisant la dimension culturelle des sociétés et le caractère socialisant des catégories et représentations présentes au sein de celles-ci. Après avoir expliqué ceci, nous voyons clairement que l’analyse sociologique prend tout son sens quand il s’agit de s’intéresser aux rapports entre les individus et les animaux. C’est de cette manière que les individus évoluant dans une société particulière vont devoir agir dans la particularité que cette même société et ses cadres normés proposent.
L’analyse d’Howard Becker peut d’ailleurs nous éclairer fortement dans son analyse de la déviance. En effet, celui-ci met en avant le fait qu’un acte n’est pas déviant en soi mais qu’il présente un caractère déviant en fonction des règles et des normes qu’il est amené à transgresser. Il y a selon lui un processus déviant, une carrière déviante de l’individu qui va se socialiser à l’acte déviant et être étiqueté comme déviant par d’autres individus qui eux prennent pour champ des possibles les actions encadrées par les normes et les règles présentes dans un collectif. Ce sont ces écarts à la norme que la sociologie se propose donc d’étudier ; la maltraitance des animaux ou encore la sur-humanisation de ces derniers. Cette discipline considère que la plupart des actions ne sont pas naturelles et sont par exemple régies par des mécanismes de domination pour certains (Bourdieu) ou, autre exemple, par des jeux d’acteurs (la métaphore dramaturgique de Goffman).
Les sentiments et les émotions des individus représentent aussi pour la sociologie des forces du social en ce qu’ils contraignent les individus à agir dans un cadre prédéfini normativement. Ainsi, Norbert Elias observe et nous explique que nos émotions peuvent être une force d’inertie dans la mesure où elles sanctionnent déjà les actions qui ne sont pas conformes aux normes sociales et ceci avant qu’elles aient lieu. Dans cette perspective, l’individu va se conformer à des normes sociales préexistantes en adaptant ses émotions positives ou négatives vis-à-vis d’un comportement ou de la position d’un individu. Nous voyons ici que maltraiter un chat sera fortement condamné par la société et que de ce fait les émotions de l’individu vont prendre en charge de possible pulsion jusqu’à contraindre ce dernier à l’affection pour l’animal.

#### Socio-histoire de l'animal

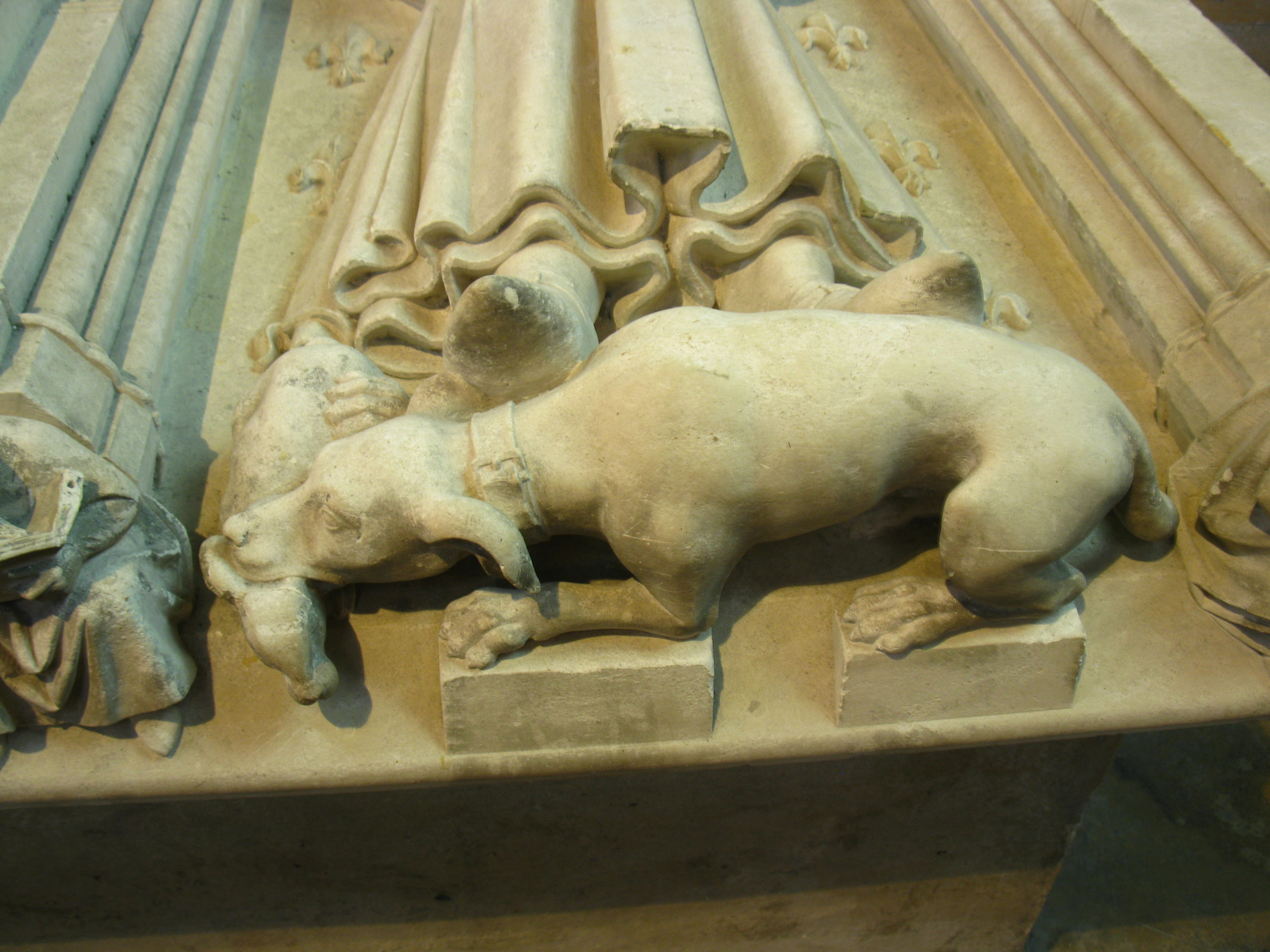
Chien tuant un lapin au pied du gisant de Philippe d'Alençon dans la basilique Saint-Denis.

Dans une perspective socio-historique nous pouvons voir que la place de l’animal et son rapport à l’Homme évolue dans le temps. En effet, celui-ci a d’abord été vu comme une fin matérielle en soi (possibilité de subsister en le consommant, ou récupérer certains de ses organes pour des rites symboliques), avec une vision humaniste anthropocentrique.

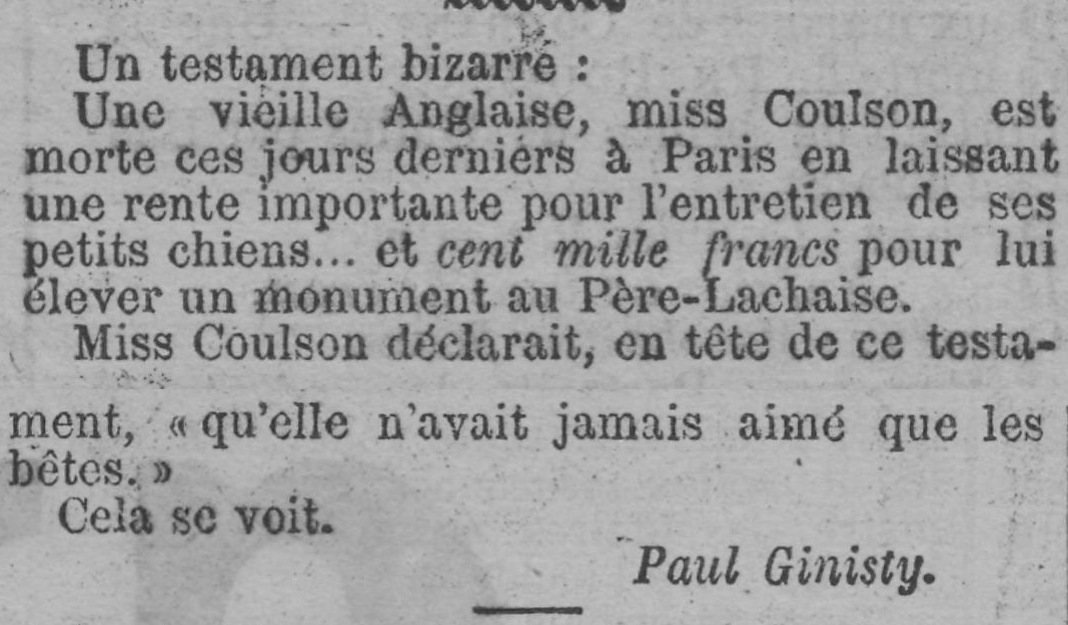
Encart dans le Gil Blas du 6 février 1881.

D’un point de vue occidental, celui-ci a petit à petit été intégré à la vie quotidienne humaine, toujours dans le même but au début (aide à la chasse dans la royauté par exemple), pour obtenir une place de choix auprès de l’Homme de nos jours, considéré parfois comme son égal.
Un droit des animaux existe dans le but de sanctionner certaines maltraitances à leur encontre, ce genre de pratiques pouvant entraîner des sanctions plus graves que certains délits commis envers d’autres êtres humains, ce qui aurait pu choquer il y a à peine un siècle.
L’élevage intensif actuel des sociétés occidentales dans le but de répondre à des demandes toujours plus grandes et des délais toujours plus brefs se développe en même temps qu’un certain mode de vie : celui de ne pas du tout consommer de viande, ni d’aliments ayant un lien avec l’exploitation des animaux (comme les œufs et le lait par exemple). Ce mode de vie connaît nombre de variantes, et évolue en permanence en fonction des pratiques de consommation. Le mot « Vegan » (végétalien en anglais) regroupe plusieurs de ces modes de vie. Les individus se revendiquent eux-mêmes « Vegan », mot qui reste employé en anglais, se diffusant à travers les pays selon différents processus sociaux[pas clair]. Les pratiques observées dans certains abattoirs sont également dénoncées à travers des reportages dans les médias. On peut observer le développement de certaines contradictions en ce qui concerne le respect de la dignité des animaux et dans le même temps l'intensification de la production animale ou encore le développement d'énormes structures de production.
La place des animaux a donc grandement évolué dans le temps, et notamment ces dernières années. Claude Lévi-Strauss dit : « Un jour viendra où l'idée que, pour se nourrir, les hommes du passé élevaient et massacraient des êtres vivants et exposaient complaisamment leur chair en lambeaux dans des vitrines, inspirera sans doute la même répulsion qu'aux voyageurs du XVIe ou du XVIIe siècle, les repas cannibales des sauvages américains, océaniens ou africains ».

#### L'animal et la culture
La culture est donc très importante pour envisager sociologiquement les actions individuelles et collectives observables dans la société. Ainsi, la culture occidentale va plus intégrer un animal comme le chien quand la culture moyen-orientale va considérer ce dernier comme impur. Cette supposée impureté du chien va interdire aux individus des sociétés moyen-orientales de faire rentrer cet animal dans leur domicile quand un congénère évoluant par exemple en Europe pourra lui s’installer sur le sofa du salon d’un appartement parisien. Nous voyons ici que les catégories ne sont pas les mêmes en fonction des cultures des sociétés. Nous pouvons souligner de plus, pour l’exemple du chien dans les pays musulmans, que nous voyons dans cet interdit une expression culturelle d’une injonction cultuelle. En effet, les chiens dans l’islam ne doivent pas être présents dans les habitations et les propriétés des individus sauf si ces derniers servent à garder un troupeau de bêtes, une ferme ou s'ils aident les hommes à la chasse.
Tout l’enjeu pour la sociologie est ici de dénaturaliser la possession de l’animal et les comportements qui accompagnent cette possession. Ces analyses ont pour objectifs d’éviter l’ethnocentrisme qui amène les individus à la sur-légitimation de leurs comportements et à la condamnation sans équivoque des actions régies par d’autres prismes culturels. C’est une horizontalité culturelle que la sociologie propose pour comprendre le rapport aux animaux.

#### Symbolique
Les hommes, depuis la nuit des temps, ont prêté aux animaux des vertus ou des caractéristiques soit humaines, soit divines. Mythes fondateurs et mythologies font une place essentielle à des animaux parfois réels (louve, renard pâle, aigle du Caucase), parfois fantastiques (hydre, dragon, oiseau-tonnerre…). Le thème de la métamorphose de l'homme en animal y revient souvent (Lycaon, Callisto) et nombre d'êtres mythiques sont mi-humains, mi-animaux (femme bison, Minotaure).
Certains animaux sont devenus des symboles, et on n'est pas étonné que les expressions populaires en fourmillent (avoir le cafard, devenir chèvre, noyer le poisson). Bon nombre de contes sont anthropomorphiques : les contes africains, par exemple, font de certains animaux des archétypes de qualités humaines : le lièvre (Lëk en wolof) et l'araignée (Jargooñ) personnifient l'astuce et l'intelligence, la hyène (Bukki) la bêtise gloutonne. Les animaux tiennent une grande place dans le vocabulaire amoureux (biche, lapin, crapaud mort d'amour) depuis le Cantique des cantiques (brebis, colombe), mais aussi dans les insultes (butor, ours mal léché), d'ailleurs parfois dénommés « noms d'oiseaux »…
Certaines espèces d'animaux ont également été déifiées par certains peuples. Les animaux dans les univers de fiction sont toujours très abondants. L'art martial d'animal imite des animaux, pour leur redoutable efficacité martiale.

#### Biologie et protection animale
- Métazoaire
- Photo-guide taxinomique du monde animal
- Reproduction dans le règne animal
- Alimentation animale
- Communication animale
- Comportement animal
- Intelligence animale
- Liste de cris d'animaux
- Migration animale
- Nom de lieu pour animal
- Zoosémiotique
- Bien-être animal
- Santé animale
- Animal domestique en droit français
- Journée mondiale des animaux

#### Classification phylogénétique détaillée
- Arbre phylogénétique
- Classification phylogénétique du vivant
  - Metazoa (classification phylogénétique) (animaux multicellulaires)
- Liste des embranchements du règne animal
- Liste des classes du règne animal

#### Musique
- Liste d'œuvres musicales dont le titre contient le nom d'un animal